# Copa São Paulo de Futebol Júnior de 2016
A Copa São Paulo de Futebol Júnior de 2016 foi a 47ª edição da "copinha", a maior competição de futebol júnior do Brasil, disputada por clubes juniores de todo o país. Organizada pela Federação Paulista de Futebol (FPF), ocorreu de 2 a 25 de janeiro, data do aniversário da cidade de São Paulo. Foram 112 times, divididos em 28 grupos. Com isso, agora avançam os dois primeiros de cada grupo, de forma que foi disputada uma rodada a mais de mata-matas. A competição teve um único time estrangeiro, o Pérolas Negras, formado por jovens de um projeto social do Haiti

## Cidades Sedes

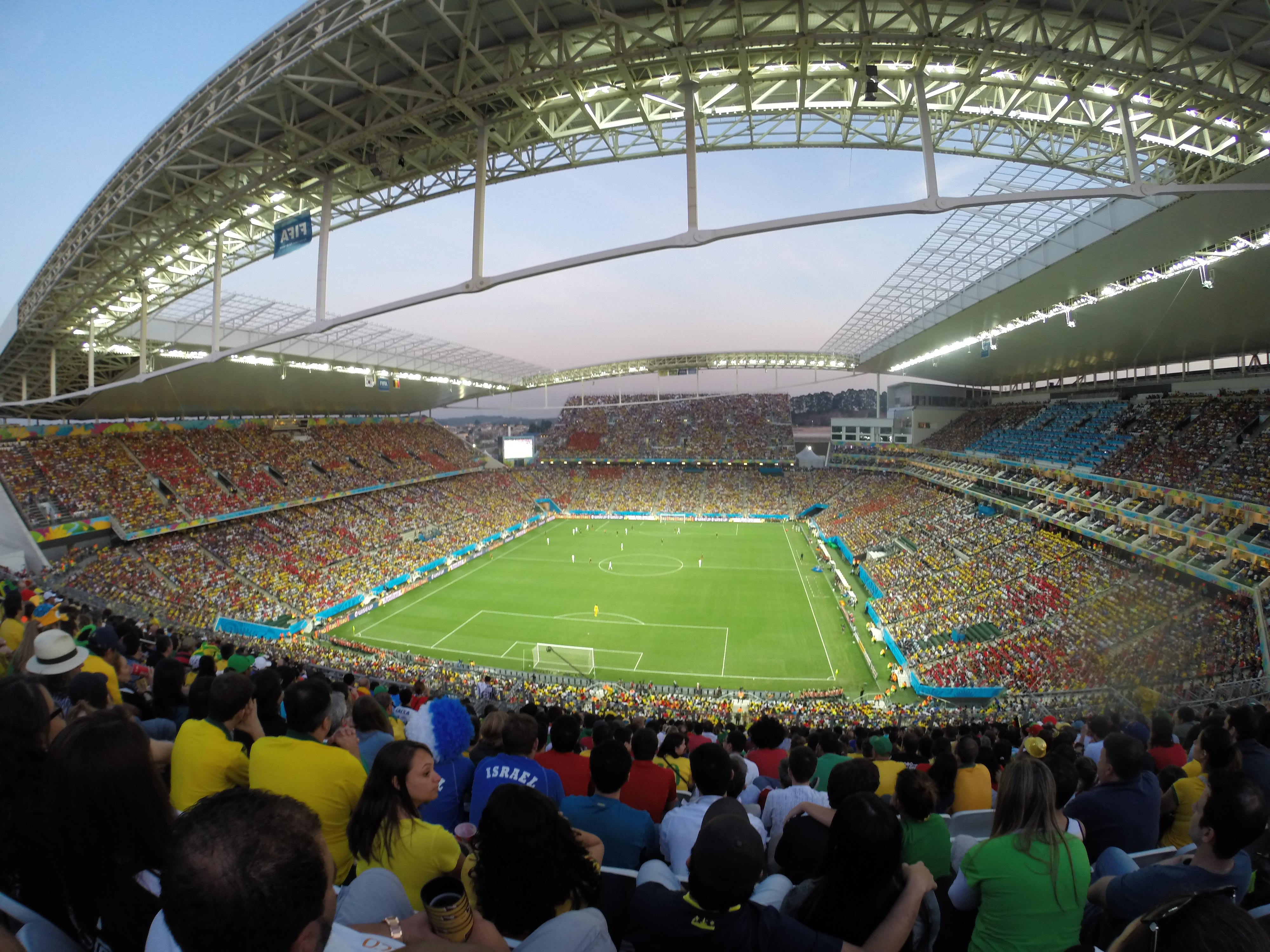
Arena Corinthians ( São Paulo)
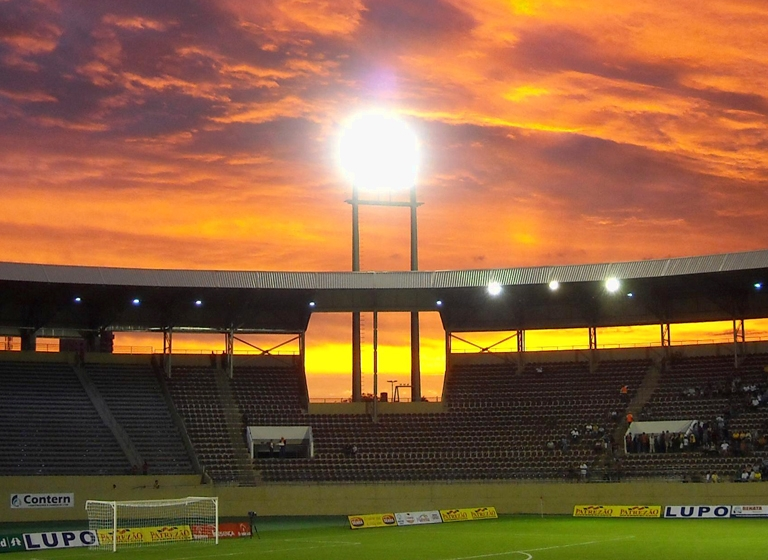
Fonte Luminosa ( Araraquara)
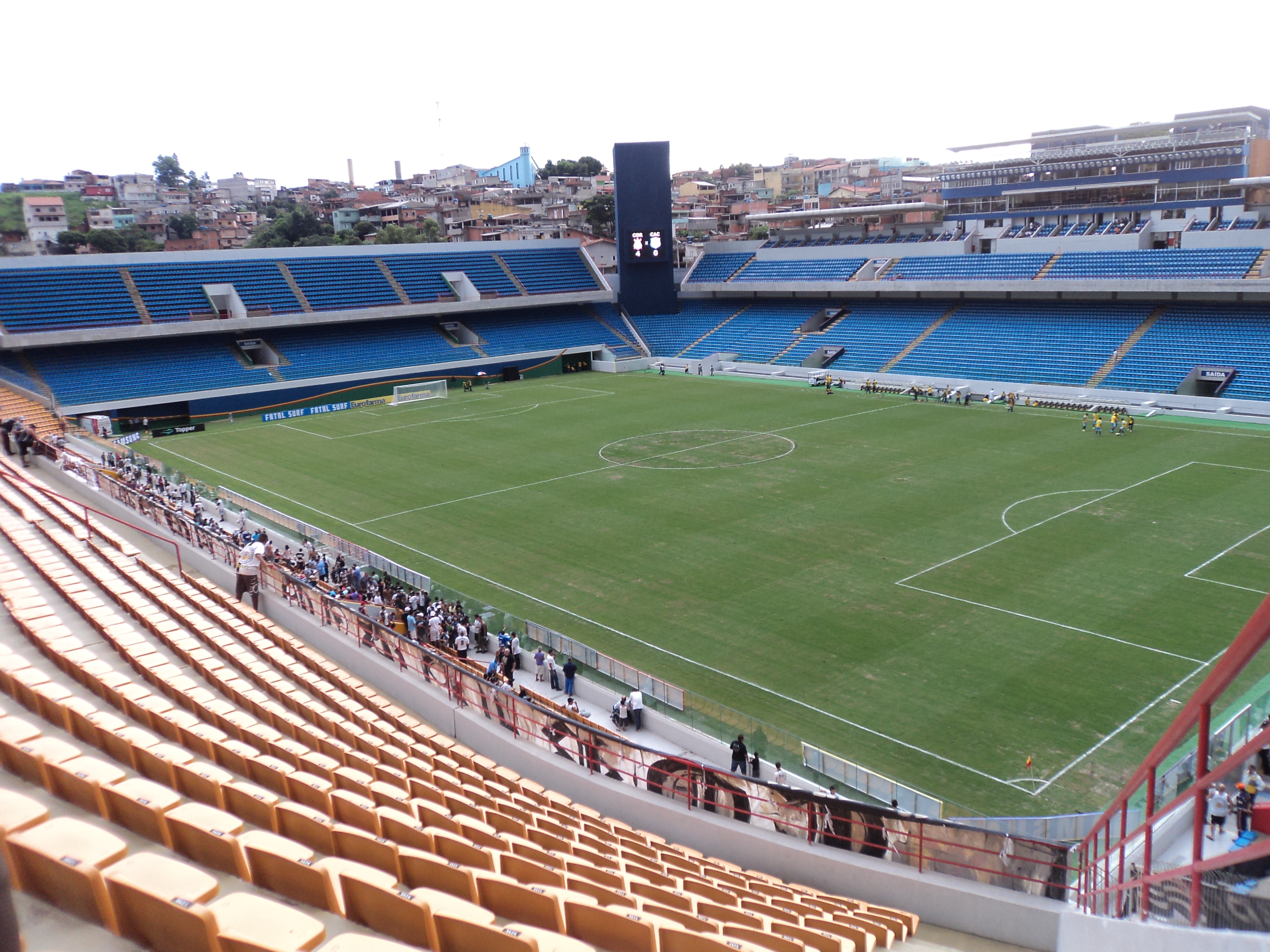
Arena Barueri ( Barueri)
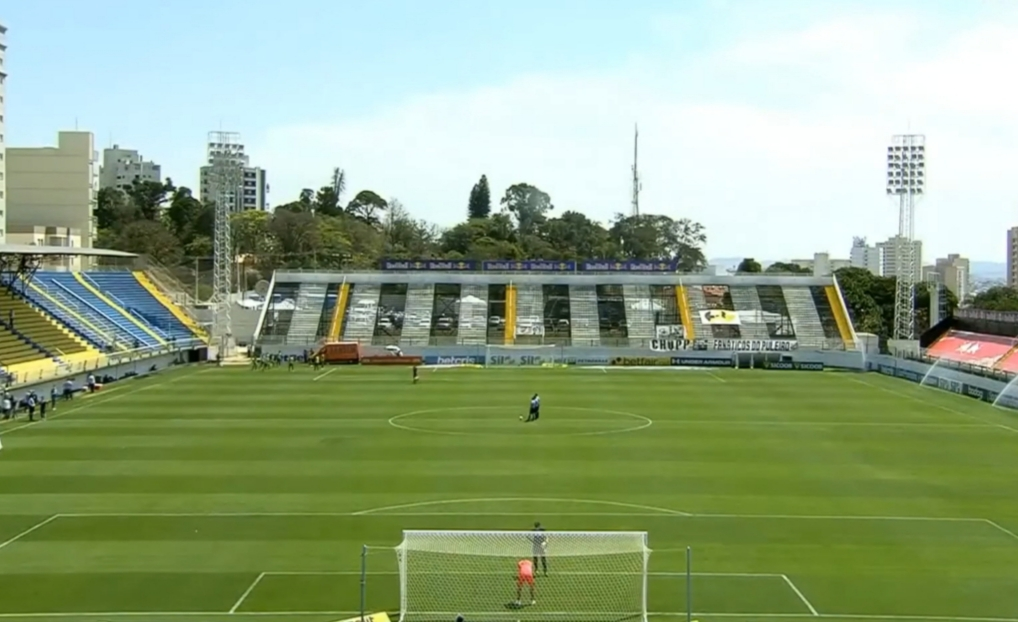
Nabi Abi Chedid (Bragança Paulista)
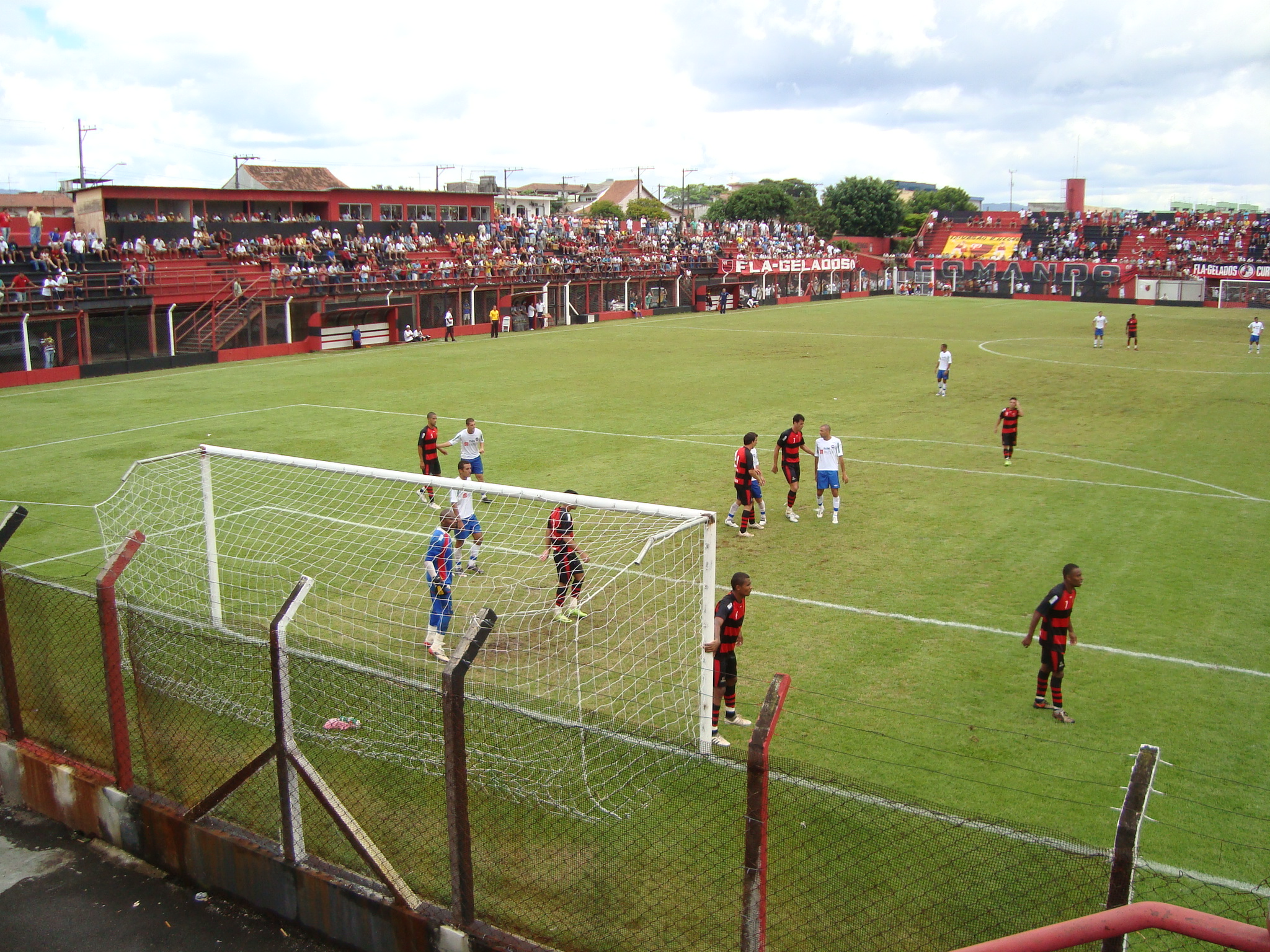
Antônio Soares de Oliveira ( Guarulhos)
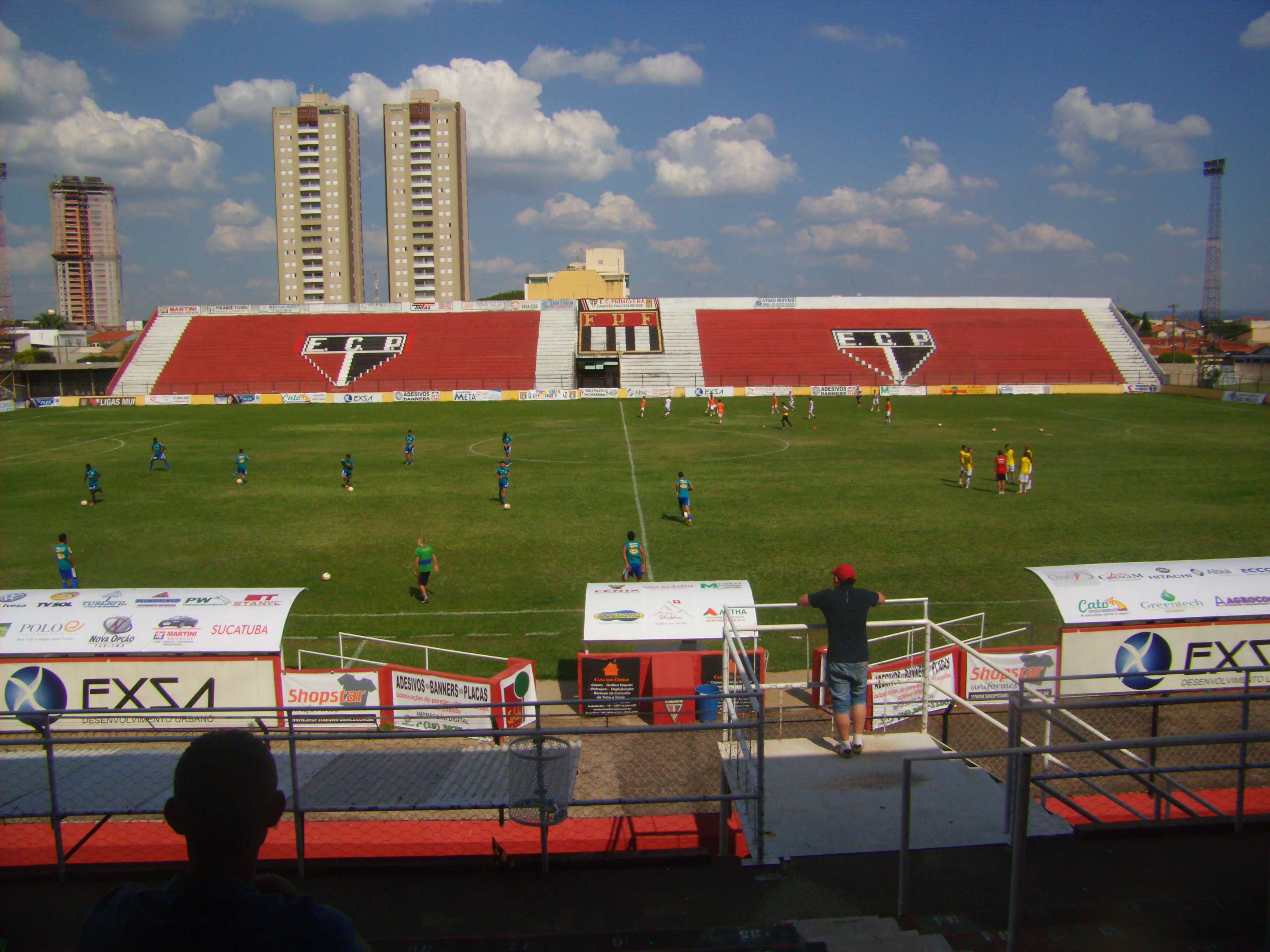
Ítalo Mário Limongi ( Indaiatuba)
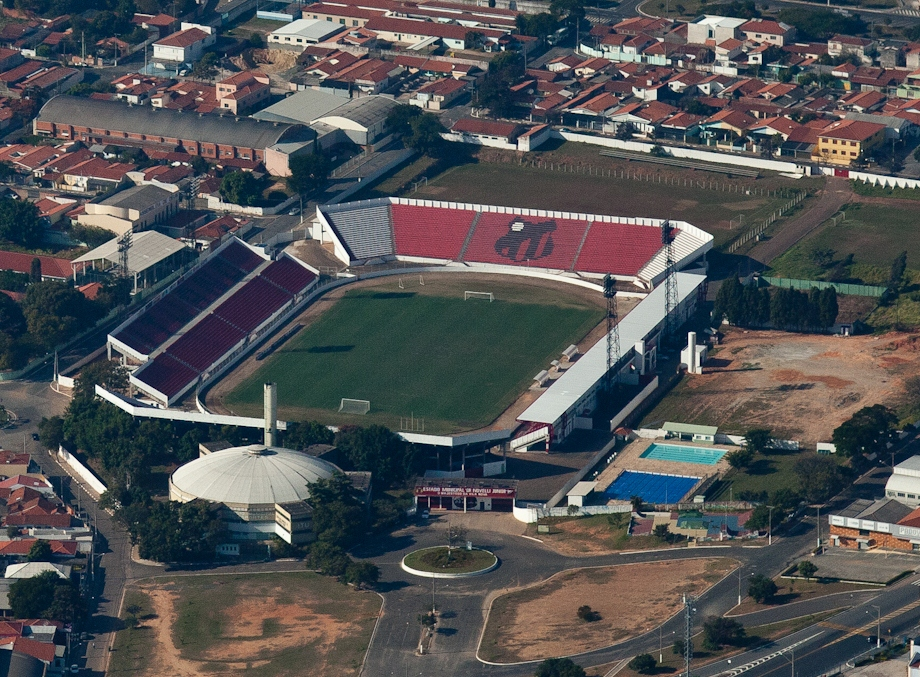
Novelli Júnior ( Itu)
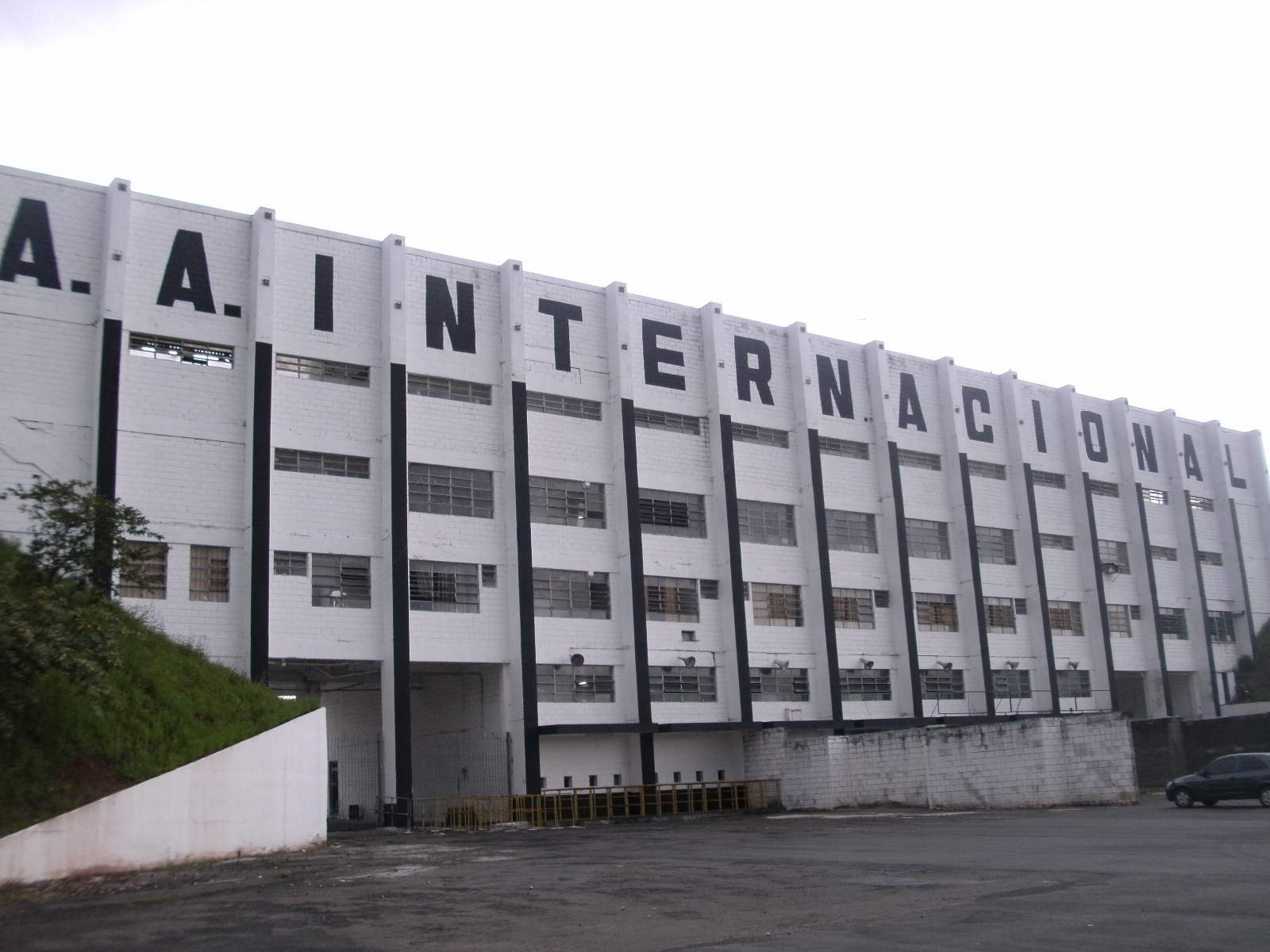
Limeirão ( Limeira)
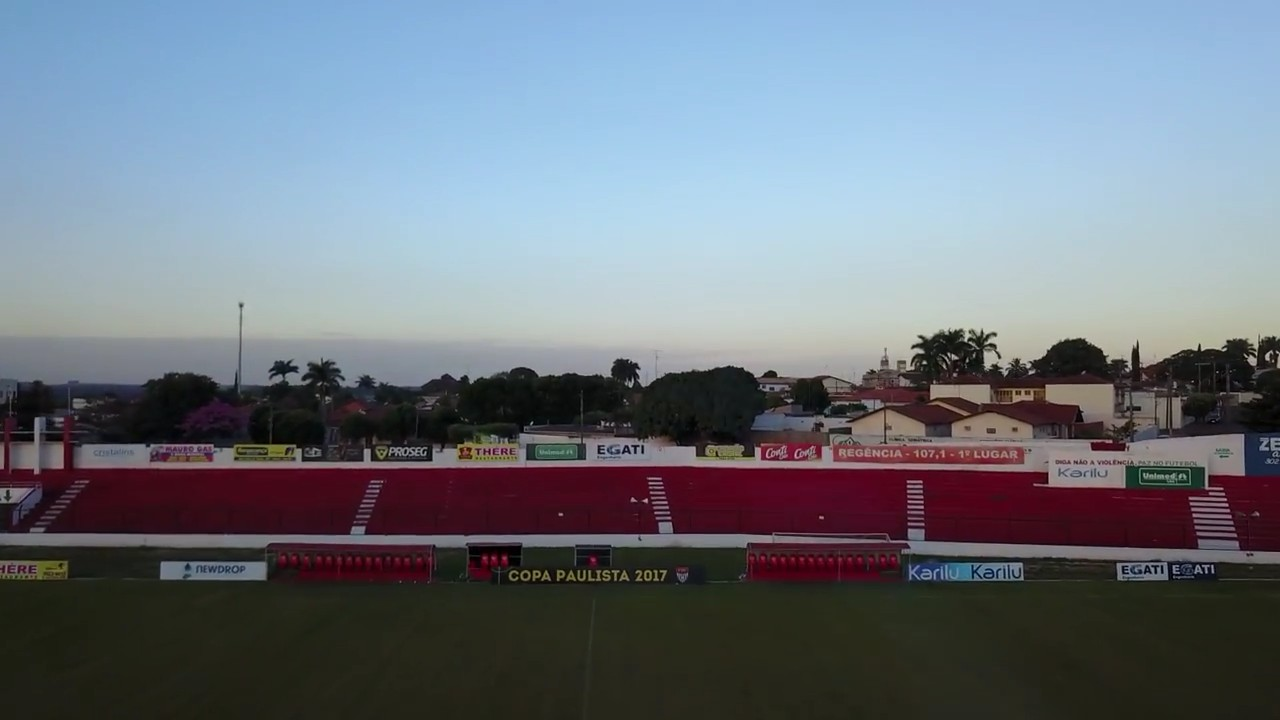
Gilbertão ( Lins)
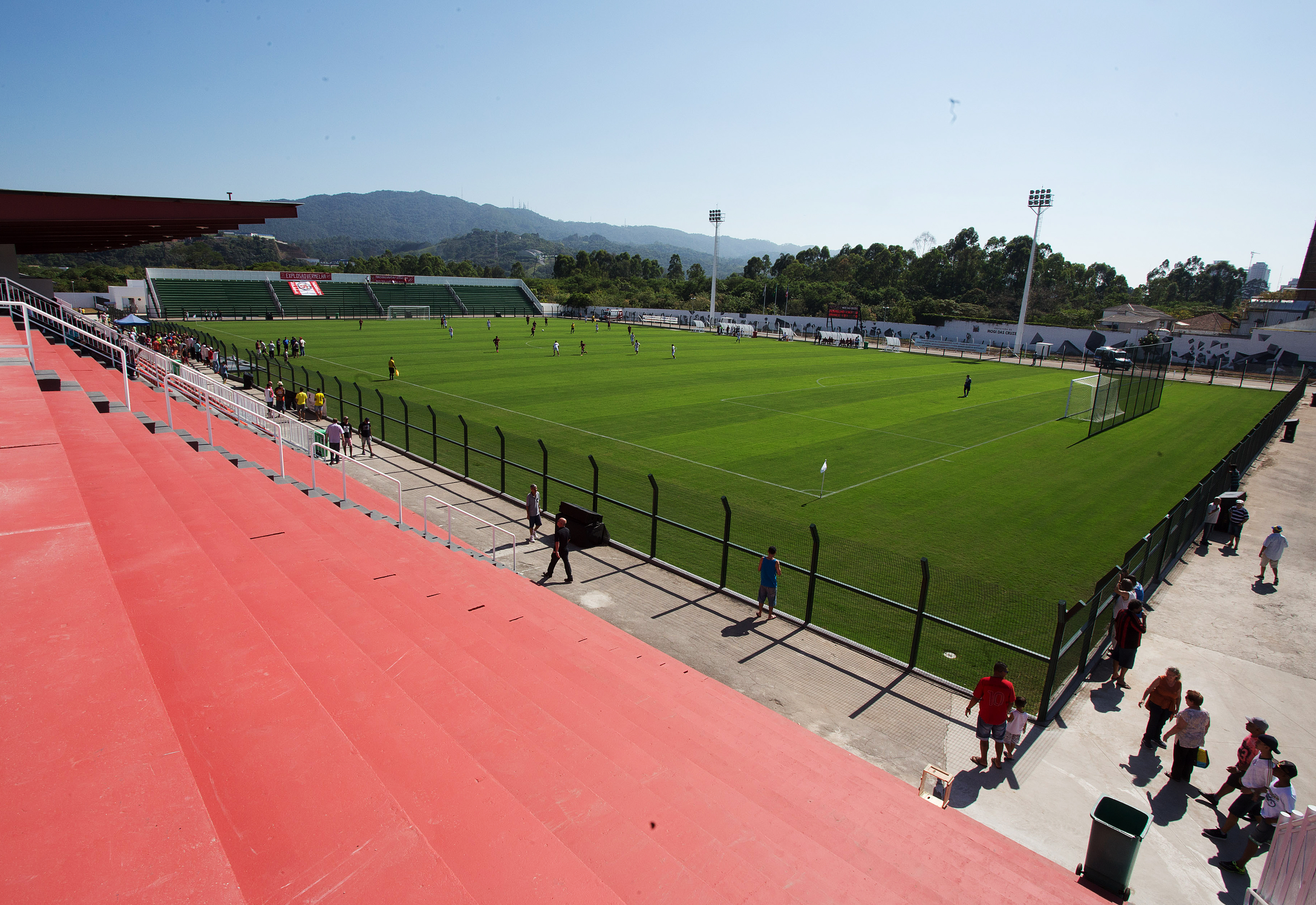
Nogueirão ( Mogi das Cruzes)
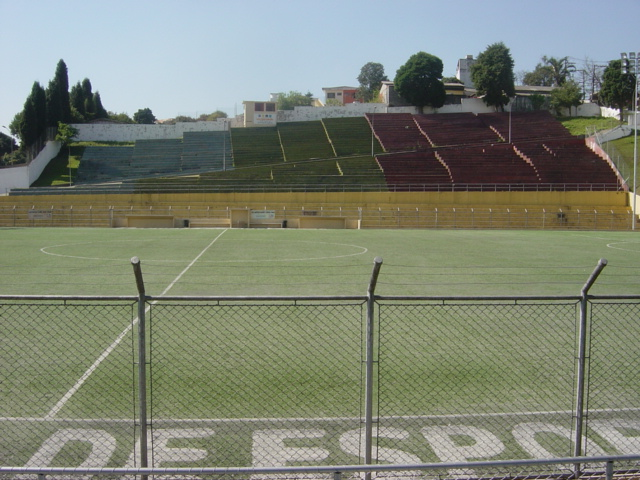
Baetão ( São Bernardo do Campo)
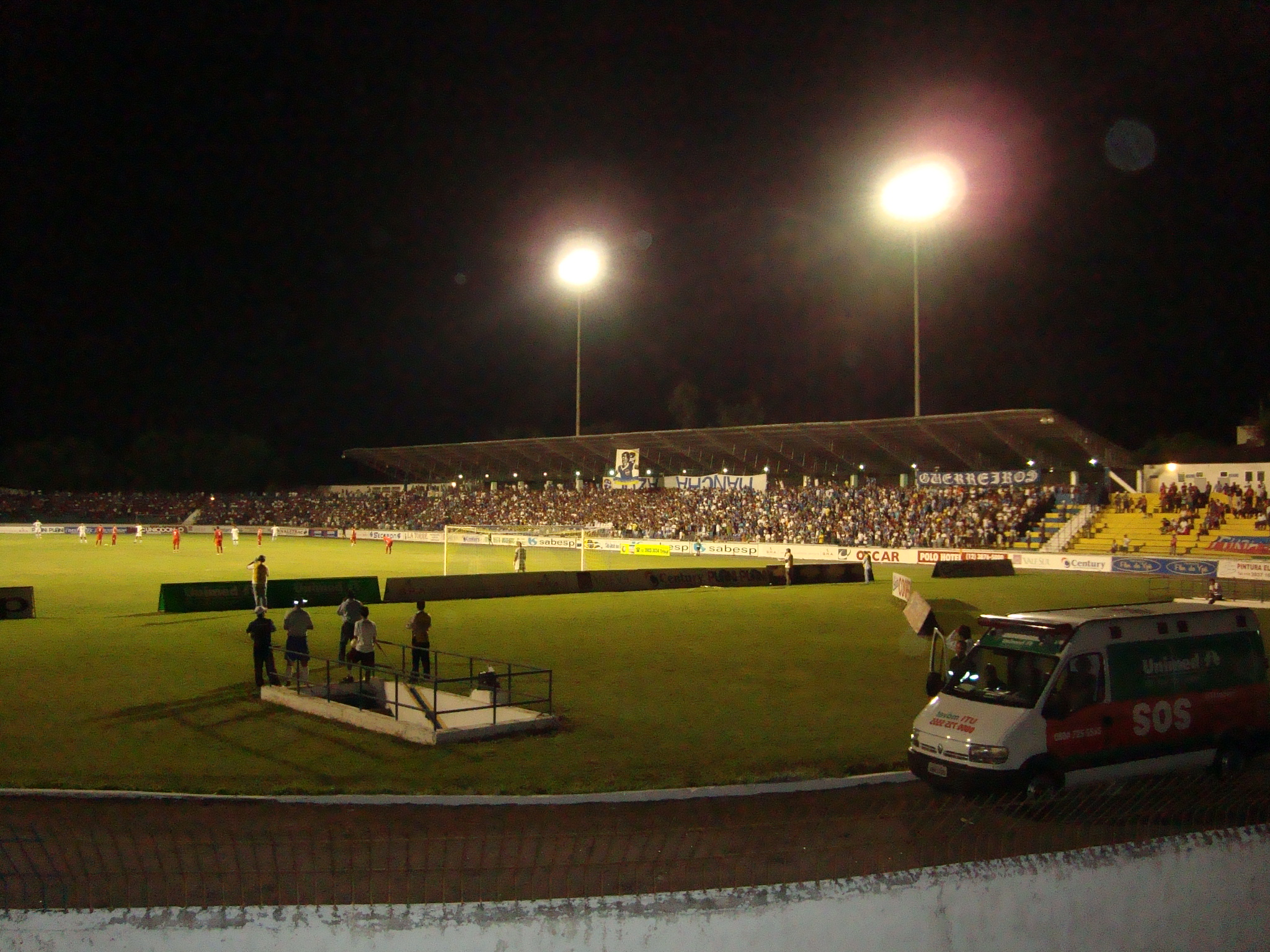
Martins Pereira ( São José dos Campos)
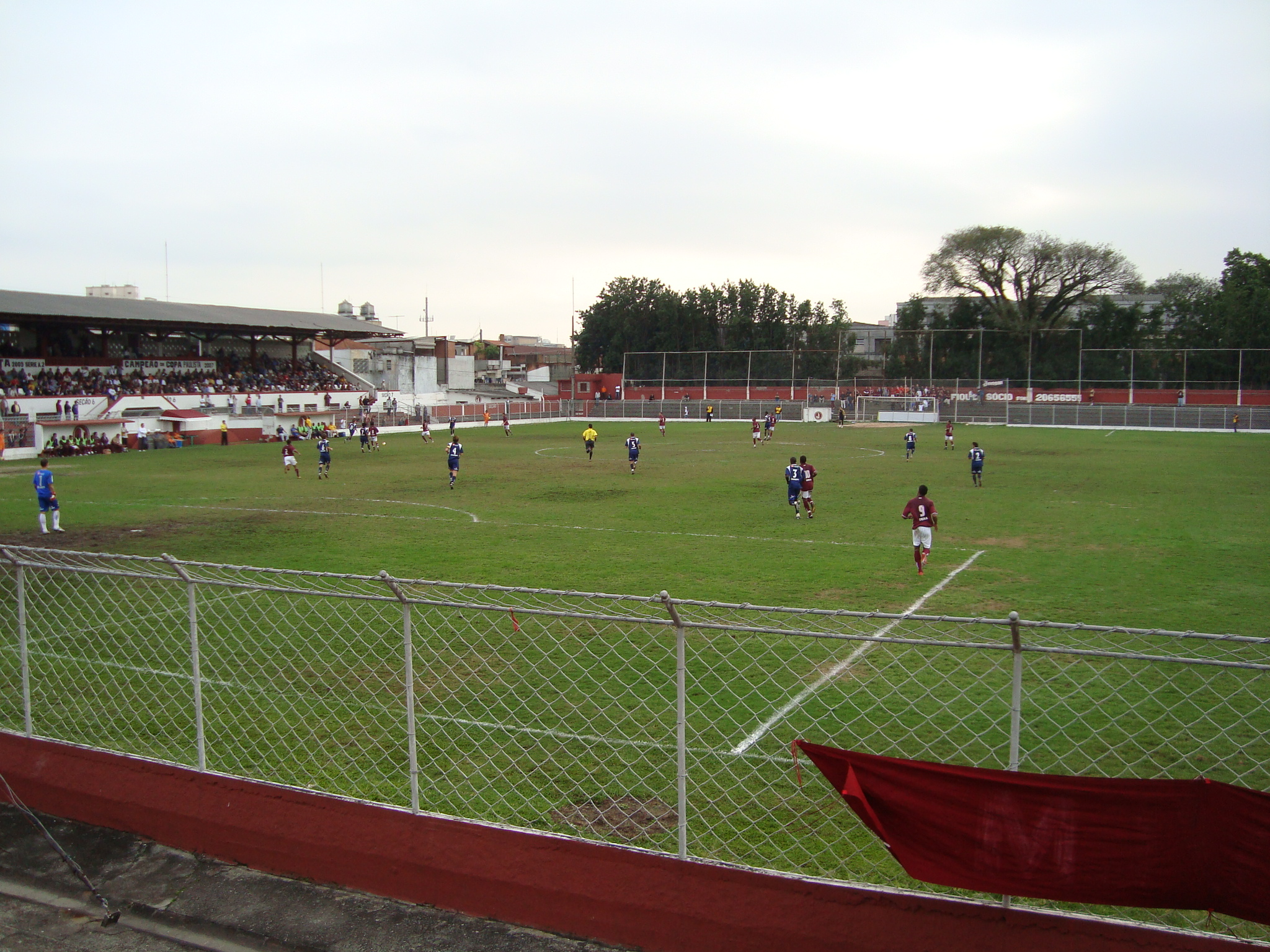
Rua Javari ( São Paulo)
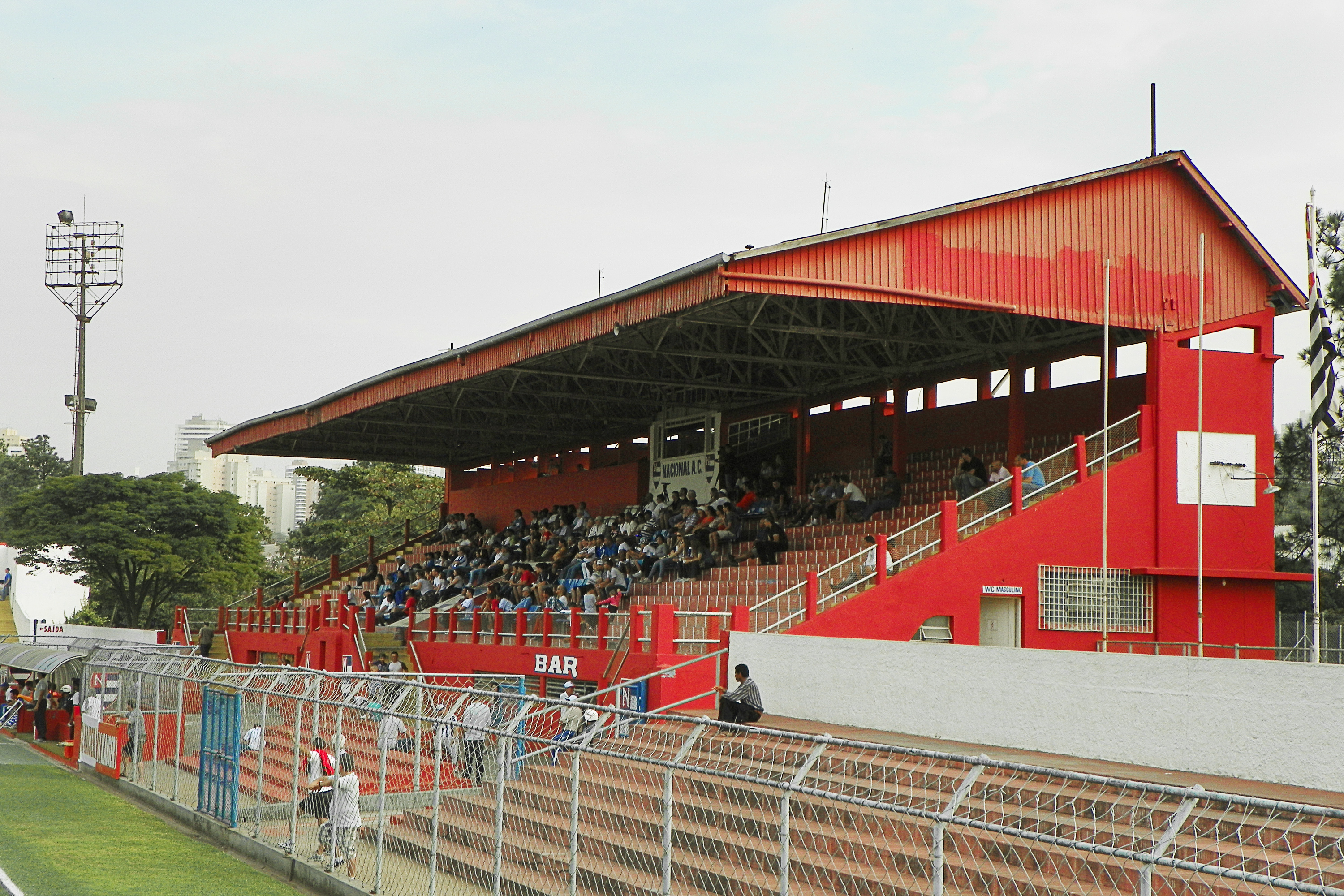
Nicolau Alayon ( São Paulo)
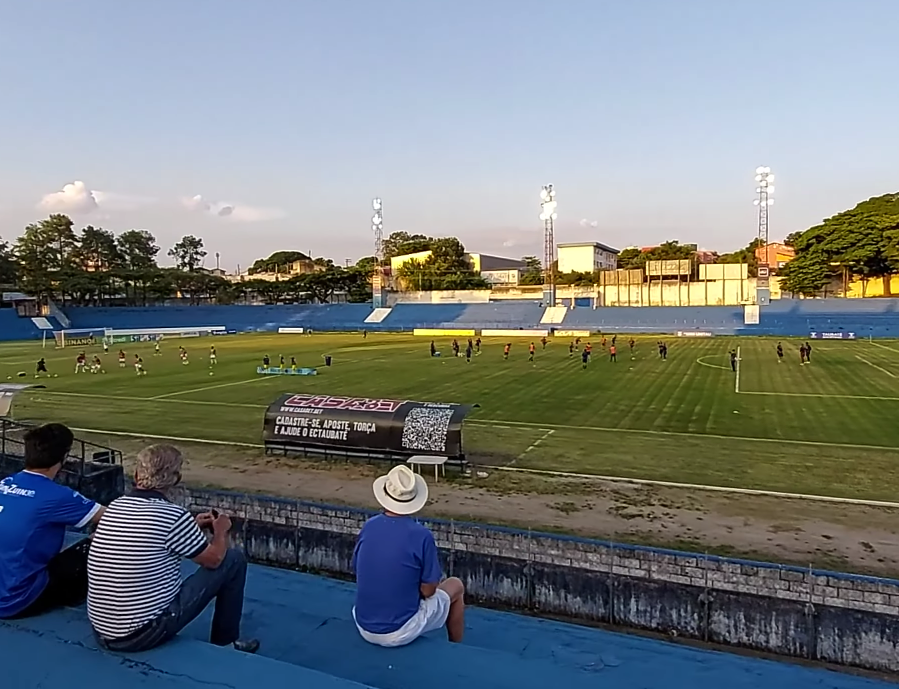
Joaquinzão ( Taubaté)

Além dos estádios abaixo:
- Leonardo Barbieri ( Águas de Lindóia)
- Salvador Russani ( Atibaia)
- Alfredo Castilho ( Bauru
- Arena Capivari ( Capivari)
- Bruno Lazzarini ( Leme)
- Abreuzão ( Marília)
- José Liberatti ( Osasco)
- Tenente Carriço ( Penápolis)
- Ernesto Rocco ( Porto Feliz)
- Estádio Municipal (Porto Ferreira)
- Luís Augusto de Oliveira ( São Carlos)
- Anísio Haddad ( São José do Rio Preto)
- José Ferez ( Taboão da Serra)
- Alberto Victolo ( Tanabi)

## Equipes participantes
Estas são as 112 equipes que participaram desta edição:
| Estado/País         | Equipe                       |                | Estado/País                 | Equipe |
| ------------------- | ---------------------------- | -------------- | --------------------------- | ------ |
| Acre                | Galvez EC                    | Santa Catarina | Criciúma EC                 |        |
| Alagoas             | Desportiva Aliança P         | Santa Catarina | Figueirense FC              |        |
| Amazonas            | N Fast Clube                 | Santa Catarina | Joinville EC                |        |
| Amapá               | Santos FC                    | São Paulo      | EC Água Santa               |        |
| Bahia               | EC Bahia                     | São Paulo      | América FC                  |        |
| Bahia               | Serrano SC                   | São Paulo      | SC Atibaia                  |        |
| Bahia               | EC Vitória                   | São Paulo      | GO Audax                    |        |
| Bahia               | ECPP Vitória da Conquista    | São Paulo      | Botafogo FC                 |        |
| Ceará               | Ceará SC                     | São Paulo      | CA Bragantino               |        |
| Ceará               | Fortaleza EC                 | São Paulo      | Capivariano FC              |        |
| Ceará               | AE Tiradentes                | São Paulo      | Comercial FC                |        |
| Distrito Federal    | Brasília FC                  | São Paulo      | SC Corinthians P            |        |
| Distrito Federal    | Sobradinho EC                | São Paulo      | Desportivo Brasil           |        |
| Espírito Santo      | A Desportiva Ferroviária VRD | São Paulo      | A Ferroviária E             |        |
| Espírito Santo      | Real Noroeste CFC            | São Paulo      | AA Flamengo                 |        |
| Goiás               | Atlético C Goianiense        | São Paulo      | Grêmio E Osasco             |        |
| Goiás               | Goiânia EC                   | São Paulo      | Guarani FC                  |        |
| Goiás               | Goiás EC                     | São Paulo      | Guaratinguetá FL            |        |
| Goiás               | Vila Nova FC                 | São Paulo      | AA Internacional de Limeira |        |
| Maranhão            | Sabiá FC                     | São Paulo      | Ituano FC                   |        |
| Maranhão            | Sampaio Corrêa FC            | São Paulo      | CA Juventus                 |        |
| Mato Grosso         | Luverdense EC                | São Paulo      | CA Lemense                  |        |
| Mato Grosso         | Rondonópolis EC              | São Paulo      | CA Linense                  |        |
| Mato Grosso do Sul  | CE Guaicurus                 | São Paulo      | Marília AC                  |        |
| Mato Grosso do Sul  | CE União ABC                 | São Paulo      | Mirassol FC                 |        |
| Minas Gerais        | América FC                   | São Paulo      | Mogi Mirim EC               |        |
| Minas Gerais        | Araxá EC                     | São Paulo      | Nacional AC                 |        |
| Minas Gerais        | C Atlético Mineiro           | São Paulo      | EC Noroeste                 |        |
| Minas Gerais        | Cruzeiro EC                  | São Paulo      | SE Palmeiras                |        |
| Pará                | S Desportiva Paraense        | São Paulo      | Paulista FC                 |        |
| Pará                | Paysandu SC                  | São Paulo      | CA Penapolense              |        |
| Paraíba             | Botafogo FC                  | São Paulo      | AA Ponte Preta              |        |
| Paraíba             | CSP                          | São Paulo      | A Portuguesa D              |        |
| Paraná              | C Atlético Paranaense        | São Paulo      | EC Primavera                |        |
| Paraná              | Coritiba FBC                 | São Paulo      | Red Bull Brasil             |        |
| Paraná              | Paraná C                     | São Paulo      | Rio Claro FC                |        |
| Pernambuco          | América FC                   | São Paulo      | Rio Preto EC                |        |
| Pernambuco          | C Náutico C                  | São Paulo      | EC Santo André              |        |
| Pernambuco          | CA Porto                     | São Paulo      | Santos FC                   |        |
| Pernambuco          | Santa Cruz FC                | São Paulo      | EC São Bento                |        |
| Pernambuco          | Sport CR                     | São Paulo      | São Bernardo FC             |        |
| Piauí               | AA Altos                     | São Paulo      | AD São Caetano              |        |
| Piauí               | Ríver AC                     | São Paulo      | São Carlos FC               |        |
| Rio de Janeiro      | Botafogo FR                  | São Paulo      | São José dos Campos FC      |        |
| Rio de Janeiro      | CR Flamengo                  | São Paulo      | São Paulo FC                |        |
| Rio de Janeiro      | Fluminense FC                | São Paulo      | CA Taboão da Serra          |        |
| Rio de Janeiro      | CR Vasco da Gama             | São Paulo      | Tanabi EC                   |        |
| Rio Grande do Norte | ABC FC                       | São Paulo      | EC Taubaté                  |        |
| Rio Grande do Norte | Palmeira FCU                 | São Paulo      | União A Barbarense FC       |        |
| Rio Grande do Sul   | Grêmio FBPA                  | São Paulo      | União Mogi FC               |        |
| Rio Grande do Sul   | SC Internacional             | São Paulo      | EC XV de Piracicaba         |        |
| Rio Grande do Sul   | EC Juventude                 | Sergipe        | S Boca Júnior FC            |        |
| Rondônia            | EC Espigão                   | Sergipe        | AD Confiança                |        |
| Roraima             | São Raimundo EC              | Sergipe        | Estanciano EC               |        |
| Santa Catarina      | Avaí FC                      | Tocantins      | Palmas FR                   |        |
| Santa Catarina      | A Chapecoense F              | Haiti          | AF Pérolas Negras           |        |

## Primeira fase
Todos os jogos seguem o horário de verão.

### Grupo 1 (Tanabi)
| Pos. | Time        | Pts | J | V | E | D | GP | GS | SG |
| ---- | ----------- | --- | - | - | - | - | -- | -- | -- |
| 1º   | Juventude   | 9   | 3 | 3 | 0 | 0 | 5  | 1  | 4  |
| 2º   | Tanabi      | 4   | 3 | 1 | 1 | 1 | 5  | 2  | 3  |
| 3º   | América-SP  | 3   | 3 | 1 | 0 | 2 | 2  | 7  | -5 |
| 4º   | Chapecoense | 1   | 3 | 0 | 1 | 2 | 1  | 3  | -2 |

| 2 de janeiro | Tanabi                                      | 4 – 0     | América-SP | Estádio Alberto Victolo, Tanabi     |
| 14:00        | Douglas 8', 80' · Antonio 49' · Augusto 63' | Relatório |            | Árbitro: Douglas Marques das Flores |

| 2 de janeiro | Chapecoense | 0 – 1     | Juventude        | Estádio Alberto Victolo, Tanabi |
| 16:00        |             | Relatório | Dionas Bruno 41' | Árbitro: Silvio Renato Silveira |

| 4 de janeiro | Tanabi | 0 – 1     | Juventude | Estádio Alberto Victolo, Tanabi |
| 14:00        |        | Relatório | Jean 46'  | Árbitro: Cleber Luis Paulino    |

| 4 de janeiro | América-SP | 1 – 0     | Chapecoense | Estádio Alberto Victolo, Tanabi |
| 16:00        | Mateus 73' | Relatório |             | Árbitro: Júnior César Lossávaro |

| 6 de janeiro | Juventude                                   | 3 – 1     | América-SP | Estádio Alberto Victolo, Tanabi |
| 14:00        | Dionas Bruno 8' · Rafael 70' · Jeferson 74' | Relatório | Mateus 20' | Árbitro: Bruno Alexandre Soto   |

| 6 de janeiro | Tanabi      | 1 – 1     | Chapecoense | Estádio Alberto Victolo, Tanabi |
| 16:00        | Augusto 20' | Relatório | Pedro 90+1' | Árbitro: Cesar Luiz de Oliveira |

### Grupo 2 (São José do Rio Preto)
| Pos. | Time                | Pts | J | V | E | D | GP | GS | SG |
| ---- | ------------------- | --- | - | - | - | - | -- | -- | -- |
| 1º   | Sport               | 9   | 3 | 3 | 0 | 0 | 10 | 1  | 9  |
| 2º   | Atlético Paranaense | 3   | 3 | 1 | 0 | 2 | 5  | 4  | 1  |
| 3º   | Rio Preto           | 3   | 3 | 1 | 0 | 2 | 3  | 6  | -3 |
| 4º   | União ABC           | 3   | 3 | 1 | 0 | 2 | 3  | 10 | -7 |

| 2 de janeiro | Rio Preto                | 1 – 3     | União ABC                      | Estádio Anísio Haddad, São José do Rio Preto |
| 17:00        | Bruno Prates 20' (g. c.) | Relatório | Jonatan 19', 48' · Gabriel 86' | Árbitro: Marcel Luis Biava Córdova           |

| 2 de janeiro | Atlético Paranaense    | 1 – 2     | Sport                     | Estádio Anísio Haddad, São José do Rio Preto |
| 19:00        | Bruno Rafael 8' (pen.) | Relatório | Wallace 57' · Wallace 84' | Árbitro: Paulo Estevão Alves da Silva        |

| 4 de janeiro | Rio Preto | 0 – 2     | Sport          | Estádio Anísio Haddad, São José do Rio Preto |
| 17:00        |           | Relatório | Fábio 38', 47' | Árbitro: César Rodrigo Deolindo              |

| 4 de janeiro | União ABC | 0 – 3     | Atlético Paranaense                                   | Estádio Anísio Haddad, São José do Rio Preto |
| 19:00        |           | Relatório | Gabriel Fernando 17' · Nicolas 25' · Bruno Rafael 38' | Árbitro: Carlos Henrique Medeiros Faria      |

| 6 de janeiro | Sport                                                     | 6 – 0     | União ABC | Estádio Anísio Haddad, São José do Rio Preto |
| 17:00        | Ará 11', 26', 44' · Pedro 14' · Adryelson 56' · Fábio 71' | Relatório |           | Árbitro: Paulo César Francisco               |

| 6 de janeiro | Rio Preto                | 2 – 1     | Atlético Paranaense    | Estádio Anísio Haddad, São José do Rio Preto |
| 19:00        | Danilo 17' · Guarani 77' | Relatório | Bruno Rafael 26'(pen.) | Árbitro: Clayton de Oliveira Dutra           |

### Grupo 3 (Penápolis)
| Pos. | Time        | Pts | J | V | E | D | GP | GS | SG |
| ---- | ----------- | --- | - | - | - | - | -- | -- | -- |
| 1º   | Vila Nova   | 7   | 3 | 2 | 1 | 0 | 6  | 2  | 4  |
| 2º   | Mirassol    | 5   | 3 | 1 | 2 | 0 | 4  | 3  | 1  |
| 3º   | Penapolense | 3   | 3 | 1 | 0 | 2 | 4  | 7  | -3 |
| 4º   | Santa Cruz  | 1   | 3 | 0 | 1 | 2 | 0  | 2  | -2 |

| 2 de janeiro | Penapolense            | 2 – 3     | Mirassol                        | Estádio Tenente Carriço, Penápolis |
| 17:00        | Caio 68' · Brendon 87' | Relatório | João Féres 13', 43' · Ícaro 71' | Árbitro: Clayton de Oliveira Dutra |

| 2 de janeiro | Santa Cruz | 0 – 1     | Vila Nova | Estádio Tenente Carriço, Penápolis |
| 19:00        |            | Relatório | Roger 28' | Árbitro: Bruno Alexandre Soto      |

| 4 de janeiro | Penapolense | 1 – 4     | Vila Nova                                                | Estádio Tenente Carriço, Penápolis |
| 18:00        | Brendon 36' | Relatório | Marcão 41' · David 86' · Dudu 85' · Matheus Aquino 90+1' | Árbitro: Edson Alves da Silva      |

| 4 de janeiro | Mirassol | 0 – 0     | Santa Cruz | Estádio Tenente Carriço, Penápolis        |
| 20:00        |          | Relatório |            | Árbitro: Alexandro Xisto de Brito Eugênio |

| 6 de janeiro | Vila Nova | 1 – 1     | Mirassol   | Estádio Tenente Carriço, Penápolis |
| 18:00        | David 60' | Relatório | Murilo 40' | Árbitro: Alex Júnior de Jesus      |

| 6 de janeiro | Penapolense | 1 – 0     | Santa Cruz | Estádio Tenente Carriço, Penápolis |
| 20:00        | Brendon 76' | Relatório |            | Árbitro: Katiúcia da Mota Lima     |

### Grupo 4 (Lins)
| Pos. | Time       | Pts | J | V | E | D | GP | GS | SG |
| ---- | ---------- | --- | - | - | - | - | -- | -- | -- |
| 1º   | Botafogo   | 7   | 3 | 2 | 1 | 0 | 8  | 4  | 4  |
| 2º   | Linense    | 5   | 3 | 1 | 2 | 0 | 3  | 2  | 1  |
| 3º   | Sobradinho | 4   | 3 | 1 | 1 | 1 | 6  | 3  | 3  |
| 4º   | São Bento  | 0   | 3 | 0 | 0 | 3 | 3  | 11 | -8 |

| 2 de janeiro | Linense | 0 – 0     | Sobradinho | Estádio Gilbertão, Lins  |
| 16:00        |         | Relatório |            | Árbitro: Gilmar Medeiros |

| 2 de janeiro | Botafogo                                                            | 4 – 2     | São Bento                        | Estádio Gilbertão, Lins              |
| 18:00        | Lucas Campos 2' · Matheus Fernandes 22' · Marcelo 57' · Rickson 77' | Relatório | Giovani 40' · Allyson Felipe 78' | Árbitro: José Luiz Aparecido Miranda |

| 4 de janeiro | Sobradinho | 1 – 3     | Botafogo                                       | Estádio Gilbertão, Lins         |
| 14:00        | Lucas 17'  | Relatório | Ribamar 47' · Matheus Fernandes 61' · Yuri 71' | Árbitro: Leonardo Ferreira Lima |

| 4 de janeiro | Linense                            | 2 – 1     | São Bento | Estádio Gilbertão, Lins            |
| 16:00        | Allyson Christian 47' · Kallil 74' | Relatório |           | Árbitro: Leandro Carvalho da Silva |

| 6 de janeiro | São Bento | 0 – 5     | Sobradinho                                                   | Estádio Gilbertão, Lins         |
| 17:00        |           | Relatório | Alex 5' · Kléber 29', 77' · Rodrigo 43' (g. c.) · Wilker 56' | Árbitro: Silvio Renato Ferreira |

| 6 de janeiro | Linense   | 1 – 1     | Botafogo   | Estádio Gilbertão, Lins                  |
| 19:00        | Hélio 84' | Relatório | Victor 90' | Árbitro: Anderson Fernando Diniz de Lira |

### Grupo 5 (Marília)
| Pos. | Time                 | Pts | J | V | E | D | GP | GS | SG |
| ---- | -------------------- | --- | - | - | - | - | -- | -- | -- |
| 1º   | Cruzeiro             | 9   | 3 | 3 | 0 | 0 | 7  | 2  | 5  |
| 2º   | Marília              | 6   | 3 | 2 | 0 | 1 | 7  | 2  | 5  |
| 3º   | Comercial            | 3   | 3 | 1 | 0 | 2 | 4  | 6  | -2 |
| 4º   | Vitória da Conquista | 0   | 3 | 0 | 0 | 3 | 4  | 12 | -8 |

| 2 de janeiro | Cruzeiro             | 2 – 0     | Comercial | Estádio Abreuzão, Marília |
| 17:00        | Adrey 41' · Rick 73' | Relatório |           | Árbitro: Rodrigo Santos   |

| 2 de janeiro | Marília                                                         | 5 – 0     | Vitória da Conquista | Estádio Abreuzão, Marília      |
| 19:00        | Mateus 7' · Flávio 9' · Elivelton 36' · Alisson 62' · Bruno 70' | Relatório |                      | Árbitro: Katiúcia da Mota Lima |

| 4 de janeiro | Marília    | 1 – 0     | Comercial | Estádio Abreuzão, Marília                 |
| 19:00        | Mateus 54' | Relatório |           | Árbitro: João Augusto Mariano de Oliveira |

| 4 de janeiro | Vitória da Conquista | 1 – 3     | Cruzeiro                                 | Estádio Abreuzão, Marília    |
| 21:00        | Eder Amorim 64'      | Relatório | Alex 21' · Dudu 31' · Cesinha 86' (pen.) | Árbitro: Cássio Luiz Zancopé |

| 6 de janeiro | Marília       | 1 – 2     | Cruzeiro            | Estádio Abreuzão, Marília              |
| 16:00        | Elivelton 42' | Relatório | Alex 35' · Dudu 45' | Árbitro: Rogério dos Santos Laranjeira |

| 6 de janeiro | Comercial                                                 | 4 – 3     | Vitória da Conquista              | Estádio Abreuzão, Marília        |
| 18:00        | Leonardo Zuccatti 20' · Luiz Felipe 41', 78' · Murilo 84' | Relatório | Leonardo Dias 36', 69' · Eder 78' | Árbitro: Marcos Antônio Cordeiro |

### Grupo 6 (Bauru)
| Pos. | Time             | Pts | J | V | E | D | GP | GS | SG |
| ---- | ---------------- | --- | - | - | - | - | -- | -- | -- |
| 1º   | Coritiba         | 9   | 3 | 3 | 0 | 0 | 13 | 0  | 13 |
| 2º   | Noroeste         | 4   | 3 | 1 | 1 | 1 | 5  | 2  | 3  |
| 3º   | União Barbarense | 4   | 3 | 1 | 1 | 1 | 5  | 12 | -7 |
| 4º   | Palmas           | 0   | 3 | 0 | 0 | 3 | 1  | 10 | -9 |

| 2 de janeiro | Noroeste                                                | 4 – 0     | Palmas | Estádio Alfredo Castilho, Bauru |
| 16:00        | Willian 32' (pen.), 45' · Kássio 49' (g.c.) · Tucha 55' | Relatório |        | Árbitro: Rafael Emilio Acerra   |

| 2 de janeiro | Coritiba                                                                              | 10 – 0    | União Barbarense | Estádio Alfredo Castilho, Bauru     |
| 18:00        | Kady 16', 60' · Gustavo Índio 27', 32', 39', 50', 68' · Mosquito 51', 59' · Rusch 56' | Relatório |                  | Árbitro: Marcelo Aparecido da Silva |

| 4 de janeiro | Noroeste    | 1 – 1     | União Barbarense | Estádio Alfredo Castilho, Bauru |
| 17:00        | William 87' | Relatório | João Paulo 78'   | Árbitro: César Rodrigo Deolindo |

| 4 de janeiro | Palmas | 0 – 2     | Coritiba                       | Estádio Alfredo Castilho, Bauru  |
| 19:00        |        | Relatório | Gustavo Índio 3' · Eduardo 46' | Árbitro: Ilbert Estevam da Silva |

| 6 de janeiro | União Barbarense                                 | 4 – 1     | Palmas           | Estádio Alfredo Castilho, Bauru |
| 17:00        | Lu Bizetto 57' · Natan 79', 90' · Jhonatan 90+2' | Relatório | Zé Guilherme 14' | Árbitro: Gilmar Medeiros        |

| 6 de janeiro | Noroeste | 0 – 1     | Coritiba          | Estádio Alfredo Castilho, Bauru       |
| 19:00        |          | Relatório | Gustavo Índio 60' | Árbitro: Paulo Estevão Alves da Silva |

### Grupo 7 (Araraquara)
| Pos. | Time        | Pts | J | V | E | D | GP | GS | SG |
| ---- | ----------- | --- | - | - | - | - | -- | -- | -- |
| 1º   | Santos      | 9   | 3 | 3 | 0 | 0 | 3  | 1  | 2  |
| 2º   | Confiança   | 6   | 3 | 2 | 0 | 1 | 4  | 2  | 2  |
| 3º   | América-PE  | 3   | 3 | 1 | 0 | 2 | 3  | 4  | -1 |
| 4º   | Ferroviária | 1   | 3 | 0 | 1 | 2 | 1  | 4  | -3 |

| 2 de janeiro | Ferroviária | 0 – 2     | América-PE                     | Arena da Fonte, Araraquara     |
| 09:00        |             | Relatório | Michael 11' · Diego Felipe 80' | Árbitro: Júnior César da Silva |

| 2 de janeiro | Santos    | 1 – 0     | Confiança | Arena da Fonte, Araraquara  |
| 11:00        | Natan 10' | Relatório |           | Árbitro: Alceu Lopes Júnior |

| 4 de janeiro | América-PE       | 1 – 2     | Santos                              | Arena da Fonte, Araraquara     |
| 16:00        | Diego Felipe 14' | Relatório | Bruno Leonardo 33' · Alessandro 39' | Árbitro: Luciano Alves de Lima |

| 4 de janeiro | Ferroviária | 1 – 2     | Confiança           | Arena da Fonte, Araraquara        |
| 18:00        | China 60'   | Relatório | Iago 23' · Éric 46' | Árbitro: Rafael de Araújo Pereira |

| 6 de janeiro | Confiança | 2 – 0     | América-PE | Arena da Fonte, Araraquara          |
| 17:00        |           | Relatório |            | Árbitro: Marcelo Aparecido da Silva |

| 6 de janeiro | Ferroviária | 0 – 0     | Santos | Arena da Fonte, Araraquara         |
| 19:00        |             | Relatório |        | Árbitro: Giuliano Dutra Pellegrini |

### Grupo 8 (Porto Ferreira)
| Pos. | Time          | Pts | J | V | E | D | GP | GS | SG |
| ---- | ------------- | --- | - | - | - | - | -- | -- | -- |
| 1º   | Joinville     | 7   | 3 | 2 | 1 | 0 | 4  | 1  | 3  |
| 2º   | Ceará         | 6   | 3 | 2 | 0 | 1 | 4  | 2  | 2  |
| 3º   | CSP           | 4   | 3 | 1 | 1 | 1 | 4  | 3  | 1  |
| 4º   | Guaratinguetá | 0   | 3 | 0 | 0 | 3 | 2  | 8  | -6 |

| 2 de janeiro | Guaratinguetá | 1 – 3     | CSP                                 | Estádio Municipal, Porto Ferreira   |
| 14:00        | Silas 22'     | Relatório | Senegal 10' · Leo 90' · Diego 90+4' | Árbitro: Marcos Antônio Gomes Filho |

| 2 de janeiro | Ceará | 0 – 1     | Joinville    | Estádio Municipal, Porto Ferreira |
| 16:00        |       | Relatório | Zé Artur 33' | Árbitro: Allan da Silva Bonardi   |

| 4 de janeiro | Guaratinguetá | 1 – 3     | Joinville                                  | Estádio Municipal, Porto Ferreira       |
| 14:00        | Victor 75'    | Relatório | Brenner 16' · André Luís 40' · Juninho 90' | Árbitro: Hemerson José Nicoli de Campos |

| 4 de janeiro | CSP        | 1 – 2     | Ceará                      | Estádio Municipal, Porto Ferreira |
| 16:00        | Arthur 37' | Relatório | Ronaldo 30' · Franklim 71' | Árbitro: Thelmis Ernesto Lanza    |

| 6 de janeiro | Joinville | 0 – 0     | CSP | Estádio Municipal, Porto Ferreira |
| 14:00        |           | Relatório |     | Árbitro: André Luis Riquena       |

| 6 de janeiro | Guaratinguetá | 0 – 2     | Ceará               | Estádio Municipal, Porto Ferreira |
| 16:00        |               | Relatório | Hygor 4' · Buiú 23' | Árbitro: Carlos Fernando Moreira  |

### Grupo 9 (São Carlos)
| Pos. | Time          | Pts | J | V | E | D | GP | GS | SG  |
| ---- | ------------- | --- | - | - | - | - | -- | -- | --- |
| 1º   | São Carlos    | 7   | 3 | 2 | 1 | 0 | 8  | 3  | 5   |
| 2º   | Internacional | 6   | 3 | 2 | 0 | 1 | 12 | 1  | 11  |
| 3º   | Botafogo-SP   | 4   | 3 | 1 | 1 | 1 | 5  | 10 | -5  |
| 4º   | Serrano-BA    | 0   | 3 | 0 | 0 | 3 | 3  | 14 | -11 |

| 2 de janeiro | São Carlos                                                                | 5 – 1     | Serrano-BA    | Estádio Luís Augusto de Oliveira, São Carlos |
| 17:00        | Júlio César 18' · Calabrez 40' (pen.) · Felipe 45' · Jean 59' (pen.), 70' | Relatório | Thalisson 15' | Árbitro: João Marcos Giovanelli              |

| 2 de janeiro | Internacional                                                           | 6 – 0     | Botafogo-SP | Estádio Luís Augusto de Oliveira, São Carlos |
| 19:00        | Yan Petter 17', 22', 53' · Gustavo Ramos 77' · Charles 78' · Yago 90+2' | Relatório |             | Árbitro: José de Araújo Ribeiro Júnior       |

| 4 de janeiro | São Carlos                         | 2 – 2     | Botafogo-SP                 | Estádio Luís Augusto de Oliveira, São Carlos |
| 19:00        | Gabriel Ventura 11' · Calabrez 36' | Relatório | Paulinho 1' · Thaylan 90+1' | Árbitro: Maurício Antônio Fioretti           |

| 4 de janeiro | Serrano-BA | 0 – 6     | Internacional                                                       | Estádio Luís Augusto de Oliveira, São Carlos |
| 21:00        |            | Relatório | Ariel 8', 43' · Valdemir 29' · Oliveira 79' · Ericks 82' · Mila 85' | Árbitro: Carlos Eduardo Gomes                |

| 6 de janeiro | Botafogo-SP                              | 3 – 2     | Serrano-BA                  | Estádio Luís Augusto de Oliveira, São Carlos |
| 19:00        | Pedro Tonzar 19' · Lucas Sondré 67', 77' | Relatório | Hércules 45+1' · Samuel 72' | Árbitro: Frederico Breciani Neto             |

| 6 de janeiro | São Carlos        | 1 – 0     | Internacional | Estádio Luís Augusto de Oliveira, São Carlos |
| 21:00        | Gabriel Longhi 6' | Relatório |               | Árbitro: Douglas Marcucci                    |

### Grupo 10 (Leme)
| Pos. | Time                | Pts | J | V | E | D | GP | GS | SG |
| ---- | ------------------- | --- | - | - | - | - | -- | -- | -- |
| 1º   | Criciúma            | 9   | 3 | 3 | 0 | 0 | 5  | 1  | 4  |
| 2º   | Rio Claro           | 6   | 3 | 2 | 0 | 1 | 7  | 4  | 3  |
| 3º   | Atlético Goianiense | 3   | 3 | 1 | 0 | 2 | 4  | 6  | -2 |
| 4º   | EC Lemense          | 0   | 3 | 0 | 0 | 3 | 3  | 8  | -5 |

| 2 de janeiro | EC Lemense               | 2 – 4     | Rio Claro                                                | Estádio Bruno Lazzarini, Leme      |
| 14:00        | Giovani 16' · Rafael 33' | Relatório | Caio 6' · Wesley 30' · Fabrício 40' (pen.) · Matheus 76' | Árbitro: Luciano Rodrigo Zacharias |

| 2 de janeiro | Atlético Goianiense | 1 – 2     | Criciúma       | Estádio Bruno Lazzarini, Leme   |
| 16:00        | Roger 47' (g. c.)   | Relatório | Calil 70', 87' | Árbitro: Michel Luciano de Lima |

| 4 de janeiro | EC Lemense | 0 – 2     | Criciúma                 | Estádio Bruno Lazzarini, Leme               |
| 14:00        |            | Relatório | Calil 6' · Jefferson 70' | Árbitro: Paulo Alessandro Gonçalves Teodoro |

| 4 de janeiro | Rio Claro                             | 3 – 1     | Atlético Goianiense | Estádio Bruno Lazzarini, Leme  |
| 16:00        | Pedrinho 47' · Caio 74' · Gustavo 88' | Relatório | Juninho 79'         | Árbitro: Lucas Canetto Bellote |

| 6 de janeiro | Criciúma   | 1 – 0     | Rio Claro | Estádio Bruno Lazzarini, Leme      |
| 14:00        | Andrew 46' | Relatório |           | Árbitro: Caio César da Costa Mello |

| 6 de janeiro | EC Lemense | 1 – 2     | Atlético Goianiense              | Estádio Bruno Lazzarini, Leme         |
| 16:00        | Rafael 86' | Relatório | Kennedy 3' · José Wellington 39' | Árbitro: Robson Vasconcellos Oliveira |

### Grupo 11 (Limeira)
| Pos. | Time             | Pts | J | V | E | D | GP | GS | SG |
| ---- | ---------------- | --- | - | - | - | - | -- | -- | -- |
| 1º   | Corinthians      | 9   | 3 | 3 | 0 | 0 | 7  | 0  | 7  |
| 2º   | Botafogo-PB      | 4   | 3 | 1 | 1 | 1 | 4  | 3  | 1  |
| 3º   | Bragantino       | 2   | 3 | 0 | 2 | 1 | 3  | 5  | -2 |
| 4º   | Inter de Limeira | 1   | 3 | 0 | 1 | 2 | 2  | 8  | -6 |

| 2 de janeiro | Inter de Limeira | 0 – 3     | Botafogo-PB                     | Estádio Limeirão, Limeira       |
| 17:30        |                  | Relatório | Lucas Pato 45+1' · Gil 58', 86' | Árbitro: Thales William Storari |

| 2 de janeiro | Corinthians                | 2 – 0     | Bragantino | Estádio Limeirão, Limeira     |
| 19:30        | Tocantins 58' · Maicon 75' | Relatório |            | Árbitro: José Roberto Marques |

| 4 de janeiro | Inter de Limeira                 | 2 – 2     | Bragantino              | Estádio Limeirão, Limeira |
| 17:00        | Duduzinho 24' · Matheus Mima 64' | Relatório | Gabriel 44' · Caleb 82' | Árbitro: Roberto Pinelli  |

| 4 de janeiro | Botafogo-PB | 0 – 2     | Corinthians                             | Estádio Limeirão, Limeira            |
| 19:00        |             | Relatório | Gabriel Vasconcelos 16' · Tocantins 49' | Árbitro: Luciano Monteiro dos Santos |

| 6 de janeiro | Bragantino      | 1 – 1     | Botafogo-PB   | Estádio Limeirão, Limeira        |
| 19:00        | João Victor 80' | Relatório | Gionnotti 71' | Árbitro: Dermival Benedito Gomes |

| 6 de janeiro | Inter de Limeira | 0 – 3     | Corinthians                                 | Estádio Limeirão, Limeira        |
| 21:00        |                  | Relatório | Claudinho 40' · Rodrigo 49' · Carlinhos 52' | Árbitro: Kleber Canto dos Santos |

### Grupo 12 (Águas de Lindóia)
| Pos. | Time       | Pts | J | V | E | D | GP | GS | SG |
| ---- | ---------- | --- | - | - | - | - | -- | -- | -- |
| 1º   | Guarani    | 5   | 3 | 1 | 2 | 0 | 3  | 2  | 1  |
| 2º   | Paysandu   | 4   | 3 | 1 | 1 | 1 | 5  | 4  | 1  |
| 3º   | Mogi Mirim | 4   | 3 | 1 | 1 | 1 | 3  | 3  | 0  |
| 4º   | Náutico    | 2   | 3 | 0 | 2 | 1 | 1  | 3  | -2 |

| 2 de janeiro | Náutico | 0 – 0     | Mogi Mirim | Estádio Leonardo Barbieri, Águas de Lindóia |
| 17:00        |         | Relatório |            | Árbitro: Marcos César Philomeno             |

| 2 de janeiro | Paysandu  | 1 – 1     | Guarani       | Estádio Leonardo Barbieri, Águas de Lindóia |
| 19:00        | Asley 40' | Relatório | Consolaro 59' | Árbitro: Hércules Ribeiro Paulino           |

| 4 de janeiro | Náutico | 1 – 1     | Guarani               | Estádio Leonardo Barbieri, Águas de Lindóia |
| 18:00        | Cal 53' | Relatório | Gabriel Rodrigues 77' | Árbitro: Sálvio Lemos de Vasconcelos Filho  |

| 4 de janeiro | Mogi Mirim                  | 3 – 2     | Paysandu                         | Estádio Leonardo Barbieri, Águas de Lindóia |
| 20:00        | Ramón 7' · Romildo 26', 49' | Relatório | Marquinhos 72' · Carlos Neto 73' | Árbitro: Daniel Menezes Trombela            |

| 6 de janeiro | Guarani            | 1 – 0     | Mogi Mirim | Estádio Leonardo Barbieri, Águas de Lindóia |
| 18:00        | Gabriel Poveda 50' | Relatório |            | Árbitro: Danilo da Silva                    |

| 6 de janeiro | Náutico | 0 – 2     | Paysandu                      | Estádio Leonardo Barbieri, Águas de Lindóia |
| 20:00        |         | Relatório | Romário 43' · Carlos Neto 87' | Árbitro: Givaldo Alves dos Santos           |

### Grupo 13 (Capivari)
| Pos. | Time          | Pts | J | V | E | D | GP | GS | SG  |
| ---- | ------------- | --- | - | - | - | - | -- | -- | --- |
| 1º   | Água Santa    | 9   | 3 | 3 | 0 | 0 | 5  | 0  | 5   |
| 2º   | Fluminense    | 6   | 3 | 2 | 0 | 1 | 14 | 2  | 12  |
| 3º   | Real Noroeste | 1   | 3 | 0 | 1 | 2 | 1  | 6  | -5  |
| 4º   | Capivariano   | 1   | 3 | 0 | 1 | 2 | 0  | 12 | -12 |

| 2 de janeiro | Capivariano | 0 – 2     | Água Santa                               | Arena Capivari, Capivari   |
| 17:00        |             | Relatório | Gabriel Duarte 51' · Geovane Rezende 71' | Árbitro: José Paulo Canale |

| 2 de janeiro | Fluminense                                            | 4 – 1     | Real Noroeste | Arena Capivari, Capivari      |
| 19:00        | Paulo Lucas 8', 15' · Pedro Guilherme 13' · Endel 76' | Relatório | Patrick 37'   | Árbitro: Jeferson Silvestrini |

| 4 de janeiro | Capivariano | 0 – 0     | Real Noroeste | Arena Capivari, Capivari |
| 18:00        |             | Relatório |               | Árbitro: Felipe Barros   |

| 4 de janeiro | Água Santa          | 1 – 0     | Fluminense | Arena Capivari, Capivari       |
| 20:00        | Geovane Rezende 29' | Relatório |            | Árbitro: Max Venâncio da Silva |

| 6 de janeiro | Capivariano | 0 – 10    | Fluminense                                                                               | Arena Capivari, Capivari       |
| 14:00        |             | Relatório | Pedro Guilherme 6' 26' 45' 51' 55' · Wendel 9' 62' 66' · Gabriel 29' (g. c.) · Ramon 69' | Árbitro: Márcio Roberto Soares |

| 6 de janeiro | Real Noroeste | 0 – 2     | Água Santa                      | Arena Capivari, Capivari       |
| 16:00        |               | Relatório | Pedro Henrique 31' · Rômulo 50' | Árbitro: Luis Antônio de Souza |

### Grupo 14 (Indaiatuba)
| Pos. | Time        | Pts | J | V | E | D | GP | GS | SG |
| ---- | ----------- | --- | - | - | - | - | -- | -- | -- |
| 1º   | Primavera   | 7   | 3 | 2 | 1 | 0 | 6  | 2  | 4  |
| 2º   | Avaí        | 6   | 3 | 2 | 0 | 1 | 8  | 5  | 3  |
| 3º   | Paraná      | 3   | 3 | 1 | 0 | 2 | 7  | 5  | 2  |
| 4º   | Boca Júnior | 1   | 3 | 0 | 1 | 2 | 3  | 12 | -9 |

| 2 de janeiro | Primavera  | 1 – 1     | Boca Júnior | Estádio Ítalo Mário Limongi, Indaiatuba |
| 14:00        | Goteira 6' | Relatório | Thiago 21'  | Árbitro: João Ricardo Castor Oliveira   |

| 2 de janeiro | Avaí                               | 2 – 1     | Paraná   | Estádio Ítalo Mário Limongi, Indaiatuba |
| 16:00        | Rafinha 86' (pen.) · Juninho 90+3' | Relatório | Guga 40' | Árbitro: Douglas Marcucci               |

| 4 de janeiro | Primavera                     | 3 – 0     | Paraná | Estádio Ítalo Mário Limongi, Indaiatuba |
| 14:00        | Goteira 34', 55' · Maicom 72' | Relatório |        | Árbitro: Thiago Luis Scarascati         |

| 4 de janeiro | Boca Júnior            | 2 – 5     | Avaí                                                            | Estádio Ítalo Mário Limongi, Indaiatuba |
| 16:00        | Caio 37' · Vaninho 79' | Relatório | Devid 24' · Wesley 47' · Rafinha 49' · Caio 70' · Baianinho 88' | Árbitro: Jefferson Dutra Giroto         |

| 6 de janeiro | Paraná                                                         | 6 – 0     | Boca Júnior | Estádio Ítalo Mário Limongi, Indaiatuba |
| 14:00        | Paulo Bessani 10', 41' · Vitor 21', 31', 61' · João Victor 27' | Relatório |             | Árbitro: Luciano Rodrigo Zacharias      |

| 6 de janeiro | Primavera                 | 2 – 1     | Avaí             | Estádio Ítalo Mário Limongi, Indaiatuba |
| 16:00        | Rodolfo 11' · Goteira 42' | Relatório | João Felippe 21' | Árbitro: Michel Luciano de Lima         |

### Grupo 15 (Porto Feliz)
| Pos. | Time              | Pts | J | V | E | D | GP | GS | SG  |
| ---- | ----------------- | --- | - | - | - | - | -- | -- | --- |
| 1º   | Ponte Preta       | 9   | 3 | 3 | 0 | 0 | 6  | 1  | 5   |
| 2º   | Desportivo Brasil | 4   | 3 | 1 | 1 | 1 | 8  | 5  | 3   |
| 3º   | Porto-PE          | 4   | 3 | 1 | 1 | 1 | 7  | 5  | 2   |
| 4º   | Espigão           | 0   | 3 | 0 | 0 | 3 | 0  | 10 | -10 |

| 2 de janeiro | Desportivo Brasil                                           | 4 – 0     | Espigão | Estádio Ernesto Rocco, Porto Feliz |
| 14:00        | Thiago Duchatsch 8', 57' · Luis Henrique 36' · Odailson 41' | Relatório |         | Árbitro: Marcos Antônio da Silva   |

| 2 de janeiro | Porto-PE | 0 – 2     | Ponte Preta         | Estádio Ernesto Rocco, Porto Feliz |
| 16:00        |          | Relatório | Léo Cereja 37', 78' | Árbitro: Ilton Aguari              |

| 4 de janeiro | Desportivo Brasil | 1 – 2     | Ponte Preta                      | Estádio Ernesto Rocco, Porto Feliz      |
| 14:00        | Luis Henrique 41' | Relatório | Gustavo 14' · Mauro Junior 90+5' | Árbitro: José Guilherme Almeida e Souza |

| 4 de janeiro | Espigão | 0 – 4     | Porto-PE                                                            | Estádio Ernesto Rocco, Porto Feliz             |
| 16:00        |         | Relatório | Vinicius Guerra 20' · Marlon 26' · Charleston 32' · João Victor 51' | Árbitro: Lucas Camilo Richter Barbosa da Silva |

| 6 de janeiro | Ponte Preta                  | 2 – 0     | Espigão | Estádio Ernesto Rocco, Porto Feliz  |
| 14:00        | Léo Cereja 78' · Gustavo 82' | Relatório |         | Árbitro: Luiz Renato Cafundó Soares |

| 6 de janeiro | Desportivo Brasil           | 3 – 3     | Porto-PE                               | Estádio Ernesto Rocco, Porto Feliz  |
| 16:00        | Éderson 19' · Luis 34', 67' | Relatório | Marcelo 37' · Diego 45+2' · Marlon 68' | Árbitro: Paulo Santiago de Medeiros |

### Grupo 16 (Itu)
| Pos. | Time                   | Pts | J | V | E | D | GP | GS | SG |
| ---- | ---------------------- | --- | - | - | - | - | -- | -- | -- |
| 1º   | Grêmio                 | 7   | 3 | 2 | 1 | 0 | 6  | 3  | 3  |
| 2º   | Ituano                 | 6   | 3 | 2 | 0 | 1 | 5  | 4  | 1  |
| 3º   | Desportiva Ferroviária | 4   | 3 | 1 | 1 | 1 | 6  | 6  | 0  |
| 4º   | Santos-AP              | 0   | 3 | 0 | 0 | 3 | 1  | 5  | -4 |

| 2 de janeiro | Grêmio                  | 2 – 2     | Desportiva Ferroviária | Estádio Novelli Júnior, Itu         |
| 15:00        | Erik 51' · Dionatha 89' | Relatório | Heron 1', 53'          | Árbitro: Valdir Aparecido Montrazio |

| 2 de janeiro | Ituano     | 1 – 0     | Santos-AP | Estádio Novelli Júnior, Itu      |
| 17:00        | Felipe 35' | Relatório |           | Árbitro: Maicon Osvaldo da Silva |

| 4 de janeiro | Ituano                                      | 3 – 2     | Desportiva Ferroviária   | Estádio Novelli Júnior, Itu |
| 17:00        | Andrey 33' · Juliano Levak 47' · Sidney 77' | Relatório | Gabriel 44' · Calebe 82' | Árbitro: Luciano Silva      |

| 4 de janeiro | Santos-AP | 0 – 2     | Grêmio                    | Estádio Novelli Júnior, Itu     |
| 19:00        |           | Relatório | Jean Pyerre 7' · Luan 72' | Árbitro: Filipe Buglia Cordeiro |

| 6 de janeiro | Desportiva Ferroviária           | 2 – 1     | Santos-AP   | Estádio Novelli Júnior, Itu   |
| 19:00        | Lucas Vinícius 27' · Gabriel 65' | Relatório | Luciano 13' | Árbitro: Rafael Emílio Acerra |

| 6 de janeiro | Ituano     | 1 – 2     | Grêmio                  | Estádio Novelli Júnior, Itu   |
| 21:00        | Wesley 15' | Relatório | Luan 41' · Dionatha 87' | Árbitro: José Roberto Marques |

### Grupo 17 (Barueri)
| Pos. | Time          | Pts | J | V | E | D | GP | GS | SG  |
| ---- | ------------- | --- | - | - | - | - | -- | -- | --- |
| 1º   | São Paulo     | 9   | 3 | 3 | 0 | 0 | 14 | 1  | 13  |
| 2º   | Audax         | 6   | 3 | 2 | 0 | 1 | 11 | 4  | 7   |
| 3º   | Paulista      | 3   | 3 | 1 | 0 | 2 | 4  | 10 | -6  |
| 4º   | Tiradentes-CE | 0   | 3 | 0 | 0 | 3 | 0  | 14 | -14 |

| 3 de janeiro | São Paulo                                              | 4 – 0     | Paulista | Arena Barueri, Barueri             |
| 14:00        | David Neres 1' · Lucas Fernandes 5', 15' · Foguete 88' | Relatório |          | Árbitro: Lucas Martins Mola e Dias |

| 3 de janeiro | Audax                          | 4 – 0     | Tiradentes-CE | Arena Barueri, Barueri        |
| 16:00        | Pablo 7', 51', 55', 58' (pen.) | Relatório |               | Árbitro: Gilmar Pedroso Rocha |

| 5 de janeiro | Audax                                                                        | 6 – 1     | Paulista              | Arena Barueri, Barueri    |
| 19:00        | William Mococa 18', 27' · Matheus 33' · Pablo 39', 67' · Igor Milioransa 85' | Relatório | Matheus Sylvestre 20' | Árbitro: Wander Escardine |

| 5 de janeiro | Tiradentes-CE | 0 – 7     | São Paulo                                                                                               | Arena Barueri, Barueri               |
| 21:00        |               | Relatório | Lucas Fernandes 8' · Matheus Queiroz 36' · Joanderson 43', 70' · Banguelê 79' · Inácio 81' · Murilo 90' | Árbitro: Rafael Gomes Felix da Silva |

| 7 de janeiro | Audax            | 1 – 3     | São Paulo                                                     | Arena Barueri, Barueri   |
| 16:00        | Pablo 74' (pen.) | Relatório | Joanderson 15' (pen.) · David Neres 26' · Lucas Fernandes 89' | Árbitro: Vinícius Furlan |

| 7 de janeiro | Paulista                                        | 3 – 0     | Tiradentes-CE | Arena Barueri, Barueri           |
| 18:00        | Matheus Sylvestre 8' · Oldair 33' · Ronaldo 79' | Relatório |               | Árbitro: Marcos Antônio da Silva |

### Grupo 18 (Taboão da Serra)
| Pos. | Time             | Pts | J | V | E | D | GP | GS | SG |
| ---- | ---------------- | --- | - | - | - | - | -- | -- | -- |
| 1º   | Figueirense      | 9   | 3 | 3 | 0 | 0 | 9  | 3  | 6  |
| 2º   | Taboão da Serra  | 3   | 3 | 1 | 0 | 2 | 4  | 5  | -1 |
| 3º   | Fast Clube       | 3   | 3 | 1 | 0 | 2 | 3  | 4  | -1 |
| 4º   | XV de Piracicaba | 3   | 3 | 1 | 0 | 2 | 1  | 5  | -4 |

| 3 de janeiro | Taboão da Serra | 1 – 0     | XV de Piracicaba | Estádio José Ferez, Taboão da Serra |
| 16:00        | Bruno Luis 85'  | Relatório |                  | Árbitro: Raphael dos Santos Alves   |

| 3 de janeiro | Figueirense              | 2 – 1     | Fast Clube | Estádio José Ferez, Taboão da Serra |
| 18:00        | Igor 13' · Pereira 90+4' | Relatório | Werley 44' | Árbitro: Adeli Mara Monteiro        |

| 5 de janeiro | Taboão da Serra | 1 – 2     | Fast Clube                            | Estádio José Ferez, Taboão da Serra |
| 17:00        | Erick 59'       | Relatório | Ricardo 15' · Lucas Peteca 62' (pen.) | Árbitro: Alex Lopes Loula           |

| 5 de janeiro | XV de Piracicaba | 0 – 4     | Figueirense                                           | Estádio José Ferez, Taboão da Serra |
| 19:00        |                  | Relatório | João Pedro 11' · Igor 51', 86' · Daniel dos Anjos 78' | Árbitro: Luiz Vanderlei Martinucho  |

| 7 de janeiro | Fast Clube | 0 – 1     | XV de Piracicaba | Estádio José Ferez, Taboão da Serra |
| 17:00        |            | Relatório | Lucian 38'       | Árbitro: Thales William Storari     |

| 7 de janeiro | Taboão da Serra  | 2 – 3     | Figueirense                                        | Estádio José Ferez, Taboão da Serra |
| 19:00        | Everton 36', 78' | Relatório | João Pedro 31' · Patrick 46' · Marcus Vinícius 51' | Árbitro: Lucas Martins Mola e Dias  |

### Grupo 19 (Osasco)
| Pos. | Time          | Pts | J | V | E | D | GP | GS | SG |
| ---- | ------------- | --- | - | - | - | - | -- | -- | -- |
| 1º   | Vitória       | 7   | 3 | 2 | 1 | 0 | 5  | 2  | 3  |
| 2º   | Rondonópolis  | 5   | 3 | 1 | 2 | 0 | 3  | 2  | 1  |
| 3º   | Grêmio Osasco | 4   | 3 | 1 | 1 | 1 | 6  | 2  | 4  |
| 4º   | Altos         | 0   | 3 | 0 | 0 | 3 | 2  | 10 | -8 |

| 3 de janeiro | Grêmio Osasco                                                                     | 6 – 0     | Altos | Estádio José Liberatti, Osasco    |
| 17:00        | Caio Silva 9' · Bruninho 16' 52' · Bruno Humberto 19' · Lucas Adão 22' · Davi 42' | Relatório |       | Árbitro: Saulo Samuel Muniz Felix |

| 3 de janeiro | Vitória            | 1 – 1     | Rondonópolis       | Estádio José Liberatti, Osasco   |
| 19:00        | Douglas 58' (pen.) | Relatório | Pedro Henrique 41' | Árbitro: Wanecley Lopes da Silva |

| 5 de janeiro | Grêmio Osasco | 0 – 0     | Rondonópolis | Estádio José Liberatti, Osasco    |
| 18:00        |               | Relatório |              | Árbitro: Tiago de Mattos da Silva |

| 5 de janeiro | Altos         | 1 – 2     | Vitória             | Estádio José Liberatti, Osasco          |
| 20:00        | Luiz José 48' | Relatório | Linik 8' · Eron 31' | Árbitro: Anísio Batista da Silva Júnior |

| 7 de janeiro | Rondonópolis          | 2 – 1     | Altos     | Estádio José Liberatti, Osasco |
| 18:00        | Derick 65' · Luan 87' | Relatório | André 84' | Árbitro: Gilmar Pedroso Rocha  |

| 7 de janeiro | Grêmio Osasco | 0 – 2     | Vitória       | Estádio José Liberatti, Osasco    |
| 20:00        |               | Relatório | Eron 25', 33' | Árbitro: Raphael dos Santos Alves |

### Grupo 20 (São Bernardo do Campo)
| Pos. | Time         | Pts | J | V | E | D | GP | GS | SG |
| ---- | ------------ | --- | - | - | - | - | -- | -- | -- |
| 1º   | São Bernardo | 9   | 3 | 3 | 0 | 0 | 5  | 0  | 5  |
| 2º   | ABC          | 2   | 3 | 0 | 2 | 1 | 2  | 3  | -1 |
| 3º   | Galvez       | 2   | 3 | 0 | 2 | 1 | 3  | 5  | -2 |
| 4º   | Goiás        | 2   | 3 | 0 | 2 | 1 | 1  | 3  | -2 |

| 3 de janeiro | São Bernardo                      | 2 – 0     | Galvez | Estádio Baetão, São Bernardo do Campo         |
| 14:00        | Brener 37' · André Oliveira 45+1' | Relatório |        | Árbitro: Fernanda dos Santos Ignácio de Souza |

| 3 de janeiro | Goiás | 0 – 0     | ABC | Estádio Baetão, São Bernardo do Campo |
| 16:00        |       | Relatório |     | Árbitro: Márcio André Moreira         |

| 5 de janeiro | São Bernardo     | 1 – 0     | ABC | Estádio Baetão, São Bernardo do Campo |
| 14:00        | Leandro Lima 52' | Relatório |     | Árbitro: Bruno Camossi                |

| 5 de janeiro | Galvez         | 1 – 1     | Goiás    | Estádio Baetão, São Bernardo do Campo |
| 16:00        | João Paulo 88' | Relatório | Alan 77' | Árbitro: Rogério Adalberto da Silva   |

| 7 de janeiro | ABC                        | 2 – 2     | Galvez                           | Estádio Baetão, São Bernardo do Campo |
| 14:00        | Iggor 35' · Pedro Igor 49' | Relatório | João Paulo 20' · Luiz Felipe 62' | Árbitro: Saulo Samuel Muniz Felix     |

| 7 de janeiro | São Bernardo                                  | 2 – 0     | Goiás | Estádio Baetão, São Bernardo do Campo |
| 16:00        | Roberto Baggio 53' · Igor Henrique 77' (pen.) | Relatório |       | Árbitro: Eleandro Pedro da Silva      |

### Grupo 21 (Taubaté)
| Pos. | Time               | Pts | J | V | E | D | GP | GS | SG  |
| ---- | ------------------ | --- | - | - | - | - | -- | -- | --- |
| 1º   | Taubaté            | 9   | 3 | 3 | 0 | 0 | 6  | 1  | 5   |
| 2º   | Bahia              | 6   | 3 | 2 | 0 | 1 | 10 | 4  | 6   |
| 3º   | Sabiá              | 3   | 3 | 1 | 0 | 2 | 7  | 8  | -1  |
| 4º   | Desportivo Aliança | 0   | 3 | 0 | 0 | 3 | 1  | 11 | -10 |

| 3 de janeiro | Taubaté                          | 2 – 1     | Sabiá     | Estádio Joaquinzão, Taubaté      |
| 13:00        | Vitor Daniel 29' · Léo Turbo 74' | Relatório | Denis 31' | Árbitro: Eleandro Pedro da Silva |

| 3 de janeiro | Bahia                                                                     | 5 – 0     | Desportivo Aliança | Estádio Joaquinzão, Taubaté              |
| 15:00        | Felipinho 45+1' · Cristiano 49' · Geovane Itinga 75', 89' · Dourado 90+3' | Relatório |                    | Árbitro: Daniel Carlos Luciano Fernandes |

| 5 de janeiro | Taubaté                                          | 3 – 0     | Desportivo Aliança | Estádio Joaquinzão, Taubaté |
| 14:00        | Vitor Grilo 19' · Lucas Leal 46' · Guilherme 50' | Relatório |                    | Árbitro: Rodrigo Gomes Paes |

| 5 de janeiro | Sabiá                             | 3 – 5     | Bahia                                                                                   | Estádio Joaquinzão, Taubaté      |
| 16:00        | Denis 33' (pen.), 41', 63' (pen.) | Relatório | Max 12' · Geovane Itinga 29' · Cristiano 37' (pen.) · Edimundo 76' · Alisson Borges 88' | Árbitro: Marcelo de Jesus Santos |

| 7 de janeiro | Desportivo Aliança     | 1 – 3     | Sabiá                              | Estádio Joaquinzão, Taubaté                   |
| 14:00        | Washington 18' (g. c.) | Relatório | Denis 45+1', 74' · João Victor 80' | Árbitro: Fernanda dos Santos Ignácio de Souza |

| 7 de janeiro | Taubaté          | 1 – 0     | Bahia | Estádio Joaquinzão, Taubaté             |
| 16:00        | Vitor Daniel 23' | Relatório |       | Árbitro: Vinícius Gonçalves Dias Araújo |

### Grupo 22 (Bragança Paulista)
| Pos. | Time                | Pts | J | V | E | D | GP | GS | SG |
| ---- | ------------------- | --- | - | - | - | - | -- | -- | -- |
| 1º   | Desportiva Paraense | 6   | 3 | 2 | 0 | 1 | 7  | 4  | 3  |
| 2º   | Araxá               | 6   | 3 | 2 | 0 | 1 | 6  | 5  | 1  |
| 3º   | Atlético Mineiro    | 4   | 3 | 1 | 1 | 1 | 5  | 4  | 1  |
| 4º   | River-PI            | 1   | 3 | 0 | 1 | 2 | 3  | 8  | -5 |

| 3 de janeiro | Atlético Mineiro | 1 – 1     | River-PI    | Estádio Nabi Abi Chedid, Bragança Paulista     |
| 16:00        | Flávio 61'       | Relatório | Jonatas 67' | Árbitro: Luiz Gonzaga Monteiro de Faria Júnior |

| 3 de janeiro | Desportiva Paraense | 1 – 2     | Araxá                    | Estádio Nabi Abi Chedid, Bragança Paulista |
| 18:00        | Leandro 72'         | Relatório | Lenon 85' · Daniel 90+3' | Árbitro: Clodoaldo Chaves da Silva         |

| 5 de janeiro | Atlético Mineiro                                       | 4 – 0     | Araxá | Estádio Nabi Abi Chedid, Bragança Paulista |
| 17:00        | Filipinho 5' · Thalis 20' · Capixaba 71' · Hiwry 81' · | Relatório |       | Árbitro: Eduardo Pereira de Araújo         |

| 5 de janeiro | River-PI                | 2 – 3     | Desportiva Paraense                           | Estádio Nabi Abi Chedid, Bragança Paulista |
| 19:00        | Jonatas 23' · Breno 48' | Relatório | Marco Antonio 50' · Douglas 81' · Matheus 88' | Árbitro: Júnior Lima dos Santos            |

| 7 de janeiro | Araxá                                                      | 4 – 0     | River-PI | Estádio Nabi Abi Chedid, Bragança Paulista |
| 19:00        | Carlos Henrique 29' · Ednando 49' · Lenon 73' · Deivid 82' | Relatório |          | Árbitro: Adeli Mara Monteiro               |

| 7 de janeiro | Atlético Mineiro | 0 – 3     | Desportiva Paraense                                          | Estádio Nabi Abi Chedid, Bragança Paulista |
| 21:00        |                  | Relatório | Douglas Santos 5' · Marco Antônio 71' · Leandro 90+2' (pen.) | Árbitro: Magno de Sousa Lima Neto          |

### Grupo 23 (Atibaia)
| Pos. | Time       | Pts | J | V | E | D | GP | GS | SG |
| ---- | ---------- | --- | - | - | - | - | -- | -- | -- |
| 1º   | Goiânia    | 7   | 3 | 2 | 1 | 0 | 5  | 2  | 3  |
| 2º   | Brasília   | 4   | 3 | 1 | 1 | 1 | 3  | 3  | 0  |
| 3º   | Atibaia    | 3   | 3 | 0 | 3 | 0 | 1  | 1  | 0  |
| 4º   | Portuguesa | 1   | 3 | 0 | 1 | 2 | 2  | 5  | -3 |

| 3 de janeiro | Atibaia | 0 – 0     | Brasília | Estádio Salvador Russani, Atibaia |
| 14:00        |         | Relatório |          | Árbitro: Tarciano José de Lima    |

| 3 de janeiro | Goiânia                         | 2 – 1     | Portuguesa | Estádio Salvador Russani, Atibaia |
| 16:00        | Bruno 21' (g. c.) · Alisson 26' | Relatório | Piaui 14'  | Árbitro: Danilo da Silva          |

| 5 de janeiro | Atibaia     | 1 – 1     | Portuguesa | Estádio Salvador Russani, Atibaia |
| 14:00        | Juninho 37' | Relatório | Piauí 90'  | Árbitro: Daniel Carfora Sottile   |

| 5 de janeiro | Brasília     | 1 – 3     | Goiânia                                             | Estádio Salvador Russani, Atibaia        |
| 16:00        | Pedrinho 42' | Relatório | Alison 20' · Wiltinho 30' · Guilherme Gameleira 39' | Árbitro: Gilberto Roque da Silva Pereira |

| 7 de janeiro | Portuguesa | 0 – 2     | Brasília                | Estádio Salvador Russani, Atibaia       |
| 14:00        |            | Relatório | Kaio 55' · Pedrinho 89' | Árbitro: Luiz Gonzaga Monteiro de Faria |

| 7 de janeiro | Atibaia | 0 – 0     | Goiânia | Estádio Salvador Russani, Atibaia  |
| 16:00        |         | Relatório |         | Árbitro: Clodoaldo Chaves da Silva |

### Grupo 24 (Mogi das Cruzes)
| Pos. | Time            | Pts | J | V | E | D | GP | GS | SG  |
| ---- | --------------- | --- | - | - | - | - | -- | -- | --- |
| 1º   | Flamengo        | 9   | 3 | 3 | 0 | 0 | 10 | 3  | 7   |
| 2º   | Red Bull Brasil | 6   | 3 | 2 | 0 | 1 | 9  | 3  | 6   |
| 3º   | Palmeira        | 3   | 3 | 1 | 0 | 2 | 5  | 7  | -2  |
| 4º   | União Mogi      | 0   | 3 | 0 | 0 | 3 | 2  | 13 | -11 |

| 3 de janeiro | União Mogi | 0 – 4     | Palmeira                                           | Estádio Nogueirão, Mogi das Cruzes |
| 17:30        |            | Relatório | Naftaly 7' · Yago 60' · Elvis 81' · Lenilson 90+2' | Árbitro: Márcio Roberto Soares     |

| 3 de janeiro | Flamengo                             | 2 – 1     | Red Bull Brasil | Estádio Nogueirão, Mogi das Cruzes |
| 19:30        | Lucas Paquetá 47' · Felipe Vizeu 82' | Relatório | Alisson 89'     | Árbitro: Luiz Carlos Ramos Júnior  |

| 5 de janeiro | União Mogi   | 1 – 6     | Red Bull Brasil                                                     | Estádio Nogueirão, Mogi das Cruzes         |
| 17:00        | Casanova 44' | Relatório | Judson 7', 52' · Alisson 27' · Gabriel 34' · Hiago 49' · Divino 82' | Árbitro: Rodrigo Luiz Lopes França Pistoni |

| 5 de janeiro | Palmeira     | 1 – 5     | Flamengo                                                                                  | Estádio Nogueirão, Mogi das Cruzes |
| 19:00        | Capacete 51' | Relatório | Ronaldo 28' · Thiago Ennes 43' · Lucas Paquetá 54' · Matheus Sávio 60' · Felipe Vizeu 87' | Árbitro: Luis Fernando de Oliveira |

| 7 de janeiro | Red Bull Brasil           | 2 – 0     | Palmeira | Estádio Nogueirão, Mogi das Cruzes    |
| 17:00        | Márcio 43' · Divino 90+3' | Relatório |          | Árbitro: Ricardo Bittencourt da Silva |

| 7 de janeiro | União Mogi | 1 – 3     | Flamengo                                    | Estádio Nogueirão, Mogi das Cruzes |
| 19:00        | Victor 2'  | Relatório | Artur 1' · Patrick 11' · Thiago Ennes 90+2' | Árbitro: Aurélio Sant'Anna Martins |

### Grupo 25 (São José dos Campos)
| Pos. | Time                | Pts | J | V | E | D | GP | GS | SG |
| ---- | ------------------- | --- | - | - | - | - | -- | -- | -- |
| 1º   | Sampaio Corrêa      | 7   | 3 | 2 | 1 | 0 | 5  | 2  | 3  |
| 2º   | Palmeiras           | 5   | 3 | 1 | 2 | 0 | 4  | 2  | 2  |
| 3º   | Estanciano          | 2   | 3 | 0 | 2 | 1 | 1  | 2  | -1 |
| 4º   | São José dos Campos | 1   | 3 | 0 | 1 | 2 | 1  | 5  | -4 |

| 3 de janeiro | Palmeiras    | 2 – 2     | Sampaio Corrêa              | Estádio Martins Pereira, São José dos Campos |
| 17:00        | Kauê 81' 85' | Relatório | Yuri 43' · Sousa Tibiri 59' | Árbitro: Ricardo Bittencourt da Silva        |

| 3 de janeiro | São José dos Campos | 1 – 1     | Estanciano       | Estádio Martins Pereira, São José dos Campos |
| 19:00        | Felipe 2'           | Relatório | Luis Felippe 61' | Árbitro: Willer Fulgêncio Santos             |

| 5 de janeiro | São José dos Campos | 0 – 2     | Sampaio Corrêa              | Estádio Martins Pereira, São José dos Campos |
| 19:00        |                     | Relatório | Lucas 29' · Fernandinho 51' | Árbitro: Leomar Oliveira Neves               |

| 5 de janeiro | Estanciano | 0 – 0     | Palmeiras | Estádio Martins Pereira, São José dos Campos |
| 21:00        |            | Relatório |           | Árbitro: Alysson Fernandes Matias            |

| 7 de janeiro | Sampaio Corrêa | 1 – 0     | Estanciano | Estádio Martins Pereira, São José dos Campos |
| 19:00        | Sávio 77'      | Relatório |            | Árbitro: Daniel Destro do Carmo              |

| 7 de janeiro | São José dos Campos | 0 – 2     | Palmeiras                | Estádio Martins Pereira, São José dos Campos |
| 21:00        |                     | Relatório | Augusto 31' · Daniel 87' | Árbitro: Marcelo Rogério                     |

### Grupo 26 (Guarulhos)
| Pos. | Time        | Pts | J | V | E | D | GP | GS | SG |
| ---- | ----------- | --- | - | - | - | - | -- | -- | -- |
| 1º   | Flamengo-SP | 9   | 3 | 3 | 0 | 0 | 9  | 2  | 7  |
| 2º   | Santo André | 4   | 3 | 1 | 1 | 1 | 3  | 3  | 0  |
| 3º   | Fortaleza   | 3   | 3 | 1 | 0 | 2 | 4  | 4  | 0  |
| 4º   | Luverdense  | 1   | 3 | 0 | 1 | 2 | 2  | 9  | -7 |

| 3 de janeiro | Flamengo-SP                       | 2 – 1     | Santo André     | Estádio Antônio Soares de Oliveira, Guarulhos |
| 14:00        | Léo Rincon 1' · Luiz Fernando 60' | Relatório | João Victor 86' | Árbitro: Givaldo Alves dos Santos             |

| 3 de janeiro | Fortaleza                                               | 4 – 0     | Luverdense | Estádio Antônio Soares de Oliveira, Guarulhos |
| 16:00        | Juninho 16' (pen.) · Mateus 24' · Nonato 41' · Iuri 88' | Relatório |            | Árbitro: Édilar Maria Ferreira                |

| 5 de janeiro | Flamengo-SP                                                 | 4 – 1     | Luverdense  | Estádio Antônio Soares de Oliveira, Guarulhos |
| 14:00        | Luís Felipe 9' · Marquinhos 48' · Estevão Borges 54', 90+5' | Relatório | Jefinho 58' | Árbitro: Alessandro Darcie                    |

| 5 de janeiro | Santo André | 1 – 0     | Fortaleza | Estádio Antônio Soares de Oliveira, Guarulhos |
| 16:00        | Frank 79'   | Relatório |           | Árbitro: Anderson Faustino Cordeiro           |

| 7 de janeiro | Luverdense | 1 – 1     | Santo André | Estádio Antônio Soares de Oliveira, Guarulhos |
| 14:00        | Alaor 75'  | Relatório | David 77'   | Árbitro: Willer Fulgêncio Santos              |

| 7 de janeiro | Flamengo-SP                                  | 3 – 0     | Fortaleza | Estádio Antônio Soares de Oliveira, Guarulhos |
| 16:00        | Carlo Antônio 59' · Pedro 79' · Vinícius 88' | Relatório |           | Árbitro: Daniel Carlos Luciano Fernandes      |

### Grupo 27 (São Paulo-Zona Oeste)
| Pos. | Time            | Pts | J | V | E | D | GP | GS | SG |
| ---- | --------------- | --- | - | - | - | - | -- | -- | -- |
| 1º   | Vasco da Gama   | 5   | 3 | 1 | 2 | 0 | 5  | 4  | 1  |
| 2º   | São Raimundo-RR | 5   | 3 | 1 | 2 | 0 | 2  | 1  | 1  |
| 3º   | Guaicurus       | 4   | 3 | 1 | 1 | 1 | 3  | 3  | 0  |
| 4º   | Nacional-SP     | 1   | 3 | 0 | 1 | 2 | 3  | 5  | -2 |

| 3 de janeiro | Nacional-SP | 0 – 0     | São Raimundo-RR | Estádio Nicolau Alayon, São Paulo |
| 09:00        |             | Relatório |                 | Árbitro: Daniel Destro do Carmo   |

| 3 de janeiro | Vasco da Gama  | 1 – 1     | Guaicurus | Estádio Nicolau Alayon, São Paulo  |
| 11:00        | Hugo Borges 8' | Relatório | Lucas 59' | Árbitro: Rodrigo Pires de Oliveira |

| 5 de janeiro | Nacional-SP | 1 – 2     | Guaicurus            | Estádio Nicolau Alayon, São Paulo |
| 14:00        | Fábio 79'   | Relatório | João 38' · Lucas 43' | Árbitro: Clédson Gahio            |

| 5 de janeiro | São Raimundo-RR | 1 – 1     | Vasco da Gama    | Estádio Nicolau Alayon, São Paulo            |
| 16:00        | Luã 39'         | Relatório | Eduardo Melo 89' | Árbitro: Norberto Luciano Santos da Silveira |

| 7 de janeiro | Guaicurus | 0 – 1     | São Raimundo-RR | Estádio Nicolau Alayon, São Paulo |
| 14:00        |           | Relatório | Sérgio 56'      | Árbitro: Márcio André Moreira     |

| 7 de janeiro | Nacional-SP                          | 2 – 3     | Vasco da Gama                              | Estádio Nicolau Alayon, São Paulo |
| 16:00        | Fábio 3' · Bruno Santos 90+4' (pen.) | Relatório | Hugo Borges 15', 56' · Bruno Consendey 63' | Árbitro: Rodrigo Santos           |

### Grupo 28 (São Paulo-Zona Leste)
| Pos. | Time            | Pts | J | V | E | D | GP | GS | SG |
| ---- | --------------- | --- | - | - | - | - | -- | -- | -- |
| 1º   | Juventus-SP     | 7   | 3 | 2 | 1 | 0 | 3  | 1  | 2  |
| 2º   | América Mineiro | 6   | 3 | 2 | 0 | 1 | 5  | 2  | 3  |
| 3º   | São Caetano     | 4   | 3 | 1 | 1 | 1 | 2  | 3  | -1 |
| 4º   | Pérolas Negras  | 0   | 3 | 0 | 0 | 3 | 2  | 6  | -4 |

| 3 de janeiro | Juventus-SP            | 2 – 1     | Pérolas Negras | Estádio Rua Javari, São Paulo       |
| 14:00        | China 27' · Thiago 81' | Relatório | Bebeto 61'     | Árbitro: Pietro Dimitrof Stefanelli |

| 3 de janeiro | América Mineiro                                   | 3 – 0     | São Caetano | Estádio Rua Javari, São Paulo     |
| 16:00        | Zé Ricardo 18' (pen.) · Gledson 45' · Renan 90+3' | Relatório |             | Árbitro: Magno de Sousa Lima Neto |

| 5 de janeiro | Juventus-SP | 0 – 0     | São Caetano | Estádio Rua Javari, São Paulo     |
| 14:00        |             | Relatório |             | Árbitro: Adriano de Assis Miranda |

| 5 de janeiro | Pérolas Negras | 1 – 2     | América Mineiro      | Estádio Rua Javari, São Paulo             |
| 16:00        | Dany 40'       | Relatório | Matheusinho 18', 55' | Árbitro: Thiago Luiz Lopes França Pistoni |

| 7 de janeiro | São Caetano                   | 2 – 0     | Pérolas Negras | Estádio Rua Javari, São Paulo     |
| 14:00        | Victor Luiz 42' · Matheus 59' | Relatório |                | Árbitro: Luiz Carlos Ramos Júnior |

| 7 de janeiro | Juventus-SP     | 1 – 0     | América Mineiro | Estádio Rua Javari, São Paulo |
| 16:00        | João Victor 71' | Relatório |                 | Árbitro: José Paulo Canale    |

## Segunda fase
| Chave | Equipe 1            | Total       | Equipe 2            |
| ----- | ------------------- | ----------- | ------------------- |
| P1    | Juventude           | 2 – 0       | Atlético Paranaense |
| P2    | Sport               | 1 – 0       | Tanabi              |
| P3    | Vila Nova           | 5 – 0       | Linense             |
| P4    | Botafogo            | 0 – 1       | Mirassol            |
| P5    | Cruzeiro            | 3 – 1       | Noroeste            |
| P6    | Coritiba            | 0–0 (2–4 p) | Marília             |
| P7    | Santos              | 0–0 (2–3 p) | Ceará               |
| P8    | Joinville           | 3 – 1       | Confiança           |
| P9    | São Carlos          | 1 – 3       | Rio Claro           |
| P10   | Criciúma            | 0 – 2       | Internacional       |
| P11   | Corinthians         | 6 – 0       | Paysandu            |
| P12   | Guarani             | 1 – 0       | Botafogo-PB         |
| P13   | Água Santa          | 2 – 3       | Avaí                |
| P14   | Primavera           | 3 – 2       | Fluminense          |
| P15   | Ponte Preta         | 1 – 2       | Ituano              |
| P16   | Grêmio              | 2 – 1       | Desportivo Brasil   |
| P17   | São Paulo           | 2–2 (5-3 p) | Taboão da Serra     |
| P18   | Figueirense         | 2 – 1       | Audax               |
| P19   | Vitória             | 2 – 3       | ABC                 |
| P20   | São Bernardo        | 0 – 1       | Rondonópolis        |
| P21   | Taubaté             | 2 – 3       | Araxá               |
| P22   | Desportiva Paraense | 1 – 4       | Bahia               |
| P23   | Goiânia             | 0 – 3       | Red Bull Brasil     |
| P24   | Flamengo            | 3 – 0       | Brasília            |
| P25   | Sampaio Corrêa      | 1–1 (5–4 p) | Santo André         |
| P26   | Flamengo-SP         | 1 – 4       | Palmeiras           |
| P27   | Vasco da Gama       | 1–1 (2–4 p) | América Mineiro     |
| P28   | Juventus-SP         | 3 – 0       | São Raimundo-RR     |

## Terceira fase
| Chave | Equipe 1        | Total       | Equipe 2      |
| ----- | --------------- | ----------- | ------------- |
| P29   | Juventude       | 0 – 1       | Sport         |
| P30   | Vila Nova       | 1 – 3       | Mirassol      |
| P31   | Cruzeiro        | 2–2 (4–1 p) | Marília       |
| P32   | Ceará           | 3 – 2       | Joinville     |
| P33   | Rio Claro       | 0 – 2       | Internacional |
| P34   | Corinthians     | 2 – 1       | Guarani       |
| P35   | Avaí            | 0–0 (4–2 p) | Primavera     |
| P36   | Ituano          | 3 – 0       | Grêmio        |
| P37   | São Paulo       | 1 – 0       | Figueirense   |
| P38   | ABC             | 0–0 (3–4 p) | Rondonópolis  |
| P39   | Araxá           | 1 – 4       | Bahia         |
| P40   | Red Bull Brasil | 0 – 1       | Flamengo      |
| P41   | Sampaio Corrêa  | 0 – 2       | Palmeiras     |
| P42   | América Mineiro | 2 – 1       | Juventus-SP   |

## Quarta fase
| Chave | Equipe 1      | Total       | Equipe 2        |
| ----- | ------------- | ----------- | --------------- |
| P43   | Sport         | 2 – 1       | Mirassol        |
| P44   | Cruzeiro      | 2 – 1       | Ceará           |
| P45   | Internacional | 2 – 5       | Corinthians     |
| P46   | Avaí          | 0 – 2       | Ituano          |
| P47   | São Paulo     | 4 – 0       | Rondonópolis    |
| P48   | Bahia         | 2–2 (4–5 p) | Flamengo        |
| P49   | Palmeiras     | 1–1 (4–5 p) | América Mineiro |

### Classificação para as quartas-de-final
Tabela de classificação
| Pos. | Clube           | Pts | V | VP | E | D | GP | GC | SG  |
| ---- | --------------- | --- | - | -- | - | - | -- | -- | --- |
| 1    | Corinthians     | 18  | 6 | 0  | 0 | 0 | 20 | 3  | +17 |
| 2    | Sport           | 18  | 6 | 0  | 0 | 0 | 14 | 2  | +12 |
| 3    | São Paulo       | 17  | 5 | 1  | 0 | 0 | 21 | 3  | +18 |
| 4    | Flamengo        | 17  | 5 | 1  | 0 | 0 | 16 | 5  | +11 |
| 5    | Cruzeiro        | 17  | 5 | 1  | 0 | 0 | 14 | 6  | +8  |
| 6    | Ituano          | 15  | 5 | 0  | 0 | 1 | 12 | 5  | +7  |
| 7    | Bahia           | 13  | 4 | 0  | 1 | 1 | 20 | 8  | +12 |
| 8    | América Mineiro | 13  | 3 | 2  | 0 | 1 | 9  | 5  | +4  |
| 9    | Internacional   | 12  | 4 | 0  | 0 | 2 | 18 | 6  | +12 |
| 10   | Palmeiras       | 12  | 3 | 0  | 3 | 0 | 9  | 4  | +5  |
| 11   | Mirassol        | 11  | 3 | 0  | 2 | 1 | 9  | 6  | +3  |
| 12   | Avaí            | 11  | 3 | 1  | 0 | 2 | 11 | 9  | +2  |
| 13   | Ceará           | 11  | 3 | 1  | 0 | 2 | 8  | 6  | +2  |
| 14   | Rondonópolis    | 10  | 2 | 1  | 2 | 1 | 4  | 6  | -2  |

## Fase final

### Tabela
|  | Quartas de final      | Quartas de final |                           |       | Semifinais | Semifinais |  |  | Final | Final |
|  |                       |                  |                           |       |            |            |  |  |       |       |
|  |                       |                  |                           |       |            |            |  |  |       |       |
|  |                       |                  |                           |       |            |            |  |  |       |       |
|  | Sport                 | 1                |                           |       |            |            |  |  |       |       |
|  | Sport                 | 1                |                           |       |            |            |  |  |       |       |
|  | Cruzeiro              | 2                |                           |       |            |            |  |  |       |       |
|  | Cruzeiro              | 2                | Cruzeiro                  | 1     |            |            |  |  |       |       |
|  |                       |                  | Cruzeiro                  | 1     |            |            |  |  |       |       |
|  |                       | Corinthians      | 2                         |       |            |            |  |  |       |       |
|  | Corinthians           | Corinthians      | 2                         | 6     |            |            |  |  |       |       |
|  | Corinthians           |                  | 25 de janeiro - São Paulo | 6     |            |            |  |  |       |       |
|  | Ituano                | 1                |                           |       |            |            |  |  |       |       |
|  | Ituano                | 1                | Corinthians               | 2 (3) |            |            |  |  |       |       |
|  |                       |                  | Corinthians               | 2 (3) |            |            |  |  |       |       |
|  |                       | Flamengo (pen)   | 2 (4)                     |       |            |            |  |  |       |       |
|  | São Paulo             | Flamengo (pen)   | 2 (4)                     | 0     |            |            |  |  |       |       |
|  | São Paulo             |                  |                           | 0     |            |            |  |  |       |       |
|  | Flamengo              | 2                |                           |       |            |            |  |  |       |       |
|  | Flamengo              | 2                | Flamengo                  | 2     |            |            |  |  |       |       |
|  |                       |                  | Flamengo                  | 2     |            |            |  |  |       |       |
|  |                       | América Mineiro  | 1                         |       |            |            |  |  |       |       |
|  | América Mineiro (pen) | América Mineiro  | 1                         | 2 (3) |            |            |  |  |       |       |
|  | América Mineiro (pen) |                  |                           | 2 (3) |            |            |  |  |       |       |
|  | Bahia                 | 2 (2)            |                           |       |            |            |  |  |       |       |
|  | Bahia                 | 2 (2)            |                           |       |            |            |  |  |       |       |

## Final
| 25 de janeiro | Corinthians                                   | 2 – 2     | Flamengo                         | Estádio do Pacaembu, São Paulo                                                              |
| 10:00         | Gabriel Vasconcelos 19' · Matheus Pereira 26' | Relatório | Trindade 48' · Matheus Sávio 53' | Público: 30,216 (Pagante: 29.212) Renda: R$ 632.870,00 Árbitro: Rafael Gomes Félix da Silva |

|                                                                             |     | Penalidades                                              |  |
| Maycon Guilherme Romão Dawhan Matheus Pereira Gabriel Vasconcelos Claudinho | 3–4 | Thiago Ennes Ronaldo Kleber Lucas Paquetá Thiago Patrick |  |

## Premiação
| Copa São Paulo de Futebol Júnior de 2016 |
| Rio de Janeiro                           |
| ---------------------------------------- |
| FLAMENGO Campeão (3º título)             |

## Artilharia
| Gols | Jogador         | Time       |
| ---- | --------------- | ---------- |
| 8    | Geovane Itinga  | Bahia      |
| 7    | Felipe Vizeu    | Flamengo   |
| 7    | Pablo           | Audax-SP   |
| 7    | Gustavo Índio   | Coritiba   |
| 7    | Pedro Guilherme | Fluminense |
| 6    | Léo Goteira     | Primavera  |
| 6    | Dênis           | Sabiá      |

## Classificação geral
Oficialmente a FPF não reconhece uma classificação geral na Copa São Paulo de Futebol Júnior. A tabela a seguir classifica as equipes de acordo com a fase alcançada e considerando os critérios de desempate.
| Classificação final             | Classificação final | Classificação final | Classificação final | Classificação final | Classificação final | Classificação final | Classificação final | Classificação final | Classificação final | Classificação final | Classificação final |
| Pos.                            | Times               | P                   | J                   | V                   | E                   | D                   | GP                  | GC                  | SG                  |                     |                     |
| ------------------------------- | ------------------- | ------------------- | ------------------- | ------------------- | ------------------- | ------------------- | ------------------- | ------------------- | ------------------- | ------------------- | ------------------- |
| Campeão                         |                     |                     |                     |                     |                     |                     |                     |                     |                     |                     |                     |
| 1                               | Flamengo            | 23                  | 9                   | 7                   | 2                   | 0                   | 22                  | 8                   | +14                 |                     |                     |
| Vice-campeão                    |                     |                     |                     |                     |                     |                     |                     |                     |                     |                     |                     |
| 2                               | Corinthians         | 25                  | 9                   | 8                   | 1                   | 0                   | 30                  | 7                   | +23                 |                     |                     |
| Eliminados nas semifinais       |                     |                     |                     |                     |                     |                     |                     |                     |                     |                     |                     |
| 3                               | Cruzeiro            | 19                  | 8                   | 6                   | 1                   | 1                   | 17                  | 9                   | +8                  |                     |                     |
| 4                               | América Mineiro     | 12                  | 8                   | 3                   | 3                   | 2                   | 12                  | 9                   | +3                  |                     |                     |
| Eliminados nas quartas de final |                     |                     |                     |                     |                     |                     |                     |                     |                     |                     |                     |
| 5                               | Sport               | 18                  | 7                   | 6                   | 0                   | 1                   | 15                  | 4                   | +11                 |                     |                     |
| 6                               | São Paulo           | 16                  | 7                   | 5                   | 1                   | 1                   | 21                  | 5                   | +16                 |                     |                     |
| 7                               | Ituano              | 15                  | 7                   | 5                   | 0                   | 2                   | 13                  | 11                  | +2                  |                     |                     |
| 8                               | Bahia               | 14                  | 7                   | 4                   | 2                   | 1                   | 22                  | 10                  | +12                 |                     |                     |
| Eliminados na quarta fase       |                     |                     |                     |                     |                     |                     |                     |                     |                     |                     |                     |
| 9                               | Internacional       | 12                  | 6                   | 4                   | 0                   | 2                   | 18                  | 6                   | +12                 |                     |                     |
| 10                              | Palmeiras           | 12                  | 6                   | 3                   | 3                   | 0                   | 9                   | 4                   | +5                  |                     |                     |
| 11                              | Mirassol            | 11                  | 6                   | 3                   | 2                   | 1                   | 9                   | 6                   | +3                  |                     |                     |
| 12                              | Avaí                | 10                  | 6                   | 3                   | 1                   | 2                   | 11                  | 9                   | +2                  |                     |                     |
| 13                              | Ceará               | 10                  | 6                   | 3                   | 1                   | 2                   | 8                   | 6                   | +2                  |                     |                     |
| 14                              | Rondonópolis        | 9                   | 6                   | 2                   | 3                   | 1                   | 4                   | 6                   | -2                  |                     |                     |
| Eliminados na terceira fase     |                     |                     |                     |                     |                     |                     |                     |                     |                     |                     |                     |
| 15                              | Figueirense         | 12                  | 5                   | 4                   | 0                   | 1                   | 11                  | 5                   | +6                  |                     |                     |
| 16                              | Juventude           | 12                  | 5                   | 4                   | 0                   | 1                   | 7                   | 2                   | +5                  |                     |                     |
| 17                              | Primavera           | 11                  | 5                   | 3                   | 2                   | 0                   | 9                   | 4                   | +5                  |                     |                     |
| 18                              | Vila Nova           | 10                  | 5                   | 3                   | 1                   | 1                   | 12                  | 5                   | +7                  |                     |                     |
| 19                              | Joinville           | 10                  | 5                   | 3                   | 1                   | 1                   | 9                   | 5                   | +4                  |                     |                     |
| 20                              | Juventus-SP         | 10                  | 5                   | 3                   | 1                   | 1                   | 7                   | 3                   | +4                  |                     |                     |
| 21                              | Grêmio              | 10                  | 5                   | 3                   | 1                   | 1                   | 8                   | 7                   | +1                  |                     |                     |
| 22                              | Red Bull Brasil     | 9                   | 5                   | 3                   | 0                   | 2                   | 12                  | 4                   | +8                  |                     |                     |
| 23                              | Rio Claro           | 9                   | 5                   | 3                   | 0                   | 2                   | 10                  | 7                   | +3                  |                     |                     |
| 24                              | Araxá               | 9                   | 5                   | 3                   | 0                   | 2                   | 10                  | 11                  | -1                  |                     |                     |
| 25                              | Marília             | 8                   | 5                   | 2                   | 2                   | 1                   | 9                   | 4                   | +5                  |                     |                     |
| 26                              | Sampaio Corrêa      | 8                   | 5                   | 2                   | 2                   | 1                   | 6                   | 5                   | +1                  |                     |                     |
| 27                              | Guarani             | 8                   | 5                   | 2                   | 2                   | 1                   | 5                   | 4                   | +1                  |                     |                     |
| 28                              | ABC                 | 6                   | 5                   | 1                   | 3                   | 1                   | 5                   | 5                   | 0                   |                     |                     |
| Eliminados na segunda fase      |                     |                     |                     |                     |                     |                     |                     |                     |                     |                     |                     |
| 29                              | Coritiba            | 10                  | 4                   | 3                   | 1                   | 0                   | 13                  | 0                   | +13                 |                     |                     |
| 30                              | Flamengo-SP         | 9                   | 4                   | 3                   | 0                   | 1                   | 10                  | 6                   | +4                  |                     |                     |
| 31                              | Taubaté             | 9                   | 4                   | 3                   | 0                   | 1                   | 8                   | 4                   | +4                  |                     |                     |
| 32                              | Ponte Preta         | 9                   | 4                   | 3                   | 0                   | 1                   | 7                   | 3                   | +4                  |                     |                     |
| 32                              | Água Santa          | 9                   | 4                   | 3                   | 0                   | 1                   | 7                   | 3                   | +4                  |                     |                     |
| 34                              | São Bernardo        | 9                   | 4                   | 3                   | 0                   | 1                   | 5                   | 1                   | +4                  |                     |                     |
| 35                              | Criciúma            | 9                   | 4                   | 3                   | 0                   | 1                   | 5                   | 3                   | +2                  |                     |                     |
| 36                              | Santos              | 8                   | 4                   | 2                   | 2                   | 0                   | 3                   | 1                   | +2                  |                     |                     |
| 37                              | São Carlos          | 7                   | 4                   | 2                   | 1                   | 1                   | 9                   | 6                   | +3                  |                     |                     |
| 38                              | Botafogo            | 7                   | 4                   | 2                   | 1                   | 1                   | 8                   | 5                   | +3                  |                     |                     |
| 39                              | Vitória             | 7                   | 4                   | 2                   | 1                   | 1                   | 7                   | 5                   | +2                  |                     |                     |
| 40                              | Goiânia             | 7                   | 4                   | 2                   | 1                   | 1                   | 5                   | 5                   | 0                   |                     |                     |
| 41                              | Fluminense          | 6                   | 4                   | 2                   | 0                   | 2                   | 16                  | 5                   | +11                 |                     |                     |
| 42                              | Audax               | 6                   | 4                   | 2                   | 0                   | 2                   | 12                  | 6                   | +6                  |                     |                     |
| 43                              | Desportiva Paraense | 6                   | 4                   | 2                   | 0                   | 2                   | 8                   | 8                   | 0                   |                     |                     |
| 44                              | Confiança           | 6                   | 4                   | 2                   | 0                   | 2                   | 5                   | 5                   | 0                   |                     |                     |
| 45                              | Vasco da Gama       | 6                   | 4                   | 1                   | 3                   | 0                   | 6                   | 5                   | +1                  |                     |                     |
| 46                              | Santo André         | 5                   | 4                   | 1                   | 2                   | 1                   | 4                   | 4                   | 0                   |                     |                     |
| 47                              | São Raimundo-RR     | 5                   | 4                   | 1                   | 2                   | 1                   | 2                   | 4                   | -2                  |                     |                     |
| 48                              | Linense             | 5                   | 4                   | 1                   | 2                   | 1                   | 3                   | 7                   | -4                  |                     |                     |
| 49                              | Desportivo Brasil   | 4                   | 4                   | 1                   | 1                   | 2                   | 9                   | 7                   | +2                  |                     |                     |
| 50                              | Tanabi              | 4                   | 4                   | 1                   | 1                   | 2                   | 5                   | 3                   | +2                  |                     |                     |
| 51                              | Noroeste            | 4                   | 4                   | 1                   | 1                   | 2                   | 6                   | 5                   | +1                  |                     |                     |
| 52                              | Botafogo-PB         | 4                   | 4                   | 1                   | 1                   | 2                   | 4                   | 4                   | 0                   |                     |                     |
| 53                              | Taboão da Serra     | 4                   | 4                   | 1                   | 1                   | 2                   | 6                   | 7                   | -1                  |                     |                     |
| 54                              | Brasília            | 4                   | 4                   | 1                   | 1                   | 2                   | 3                   | 6                   | -3                  |                     |                     |
| 55                              | Paysandu            | 4                   | 4                   | 1                   | 1                   | 2                   | 5                   | 10                  | -5                  |                     |                     |
| 56                              | Atlético Paranaense | 3                   | 4                   | 1                   | 0                   | 3                   | 5                   | 6                   | -1                  |                     |                     |

| 57  | Grêmio Osasco          | 4 | 3 | 1 | 1 | 1 | 6 | 2  | +4  |
| 58  | Sobradinho             | 4 | 3 | 1 | 1 | 1 | 6 | 3  | +3  |
| 59  | Porto-PE               | 4 | 3 | 1 | 1 | 1 | 7 | 5  | +2  |
| 60  | Atlético Mineiro       | 4 | 3 | 1 | 1 | 1 | 5 | 4  | +1  |
| 61  | CSP                    | 4 | 3 | 1 | 1 | 1 | 4 | 3  | +1  |
| 62  | Desportiva Ferroviária | 4 | 3 | 1 | 1 | 1 | 6 | 6  | 0   |
| 63  | Guaicurus              | 4 | 3 | 1 | 1 | 1 | 3 | 3  | 0   |
| 63  | Mogi Mirim             | 4 | 3 | 1 | 1 | 1 | 3 | 3  | 0   |
| 65  | São Caetano            | 4 | 3 | 1 | 1 | 1 | 2 | 3  | -1  |
| 66  | Botafogo-SP            | 4 | 3 | 1 | 1 | 1 | 5 | 10 | -5  |
| 67  | União Barbarense       | 4 | 3 | 1 | 1 | 1 | 5 | 12 | -7  |
| 68  | Paraná                 | 3 | 3 | 1 | 0 | 2 | 7 | 5  | +2  |
| 69  | Fortaleza              | 3 | 3 | 1 | 0 | 2 | 4 | 4  | 0   |
| 70  | Sabiá                  | 3 | 3 | 1 | 0 | 2 | 7 | 8  | -1  |
| 71  | América-PE             | 3 | 3 | 1 | 0 | 2 | 3 | 4  | -1  |
| 71  | Fast Clube             | 3 | 3 | 1 | 0 | 2 | 3 | 4  | -1  |
| 73  | Palmeira               | 3 | 3 | 1 | 0 | 2 | 5 | 7  | -2  |
| 74  | Atlético Goianiense    | 3 | 3 | 1 | 0 | 2 | 4 | 6  | -2  |
| 74  | Comercial              | 3 | 3 | 1 | 0 | 2 | 4 | 6  | -2  |
| 76  | Penapolense            | 3 | 3 | 1 | 0 | 2 | 4 | 7  | -3  |
| 77  | Rio Preto              | 3 | 3 | 1 | 0 | 2 | 3 | 6  | -3  |
| 78  | XV de Piracicaba       | 3 | 3 | 1 | 0 | 2 | 1 | 5  | -4  |
| 79  | América-SP             | 3 | 3 | 1 | 0 | 2 | 2 | 7  | -5  |
| 80  | Paulista               | 3 | 3 | 1 | 0 | 2 | 4 | 10 | -6  |
| 81  | União ABC              | 3 | 3 | 1 | 0 | 2 | 3 | 10 | -7  |
| 82  | Atibaia                | 3 | 3 | 0 | 3 | 0 | 1 | 1  | 0   |
| 83  | Estanciano             | 2 | 3 | 0 | 2 | 1 | 1 | 2  | -1  |
| 84  | Bragantino             | 2 | 3 | 0 | 2 | 1 | 3 | 5  | -2  |
| 84  | Galvez                 | 2 | 3 | 0 | 2 | 1 | 3 | 5  | -2  |
| 86  | Goiás                  | 2 | 3 | 0 | 2 | 1 | 1 | 3  | -2  |
| 86  | Náutico                | 2 | 3 | 0 | 2 | 1 | 1 | 3  | -2  |
| 88  | Nacional-SP            | 1 | 3 | 0 | 1 | 2 | 3 | 5  | -2  |
| 89  | Chapecoense            | 1 | 3 | 0 | 1 | 2 | 1 | 3  | -2  |
| 90  | Santa Cruz             | 1 | 3 | 0 | 1 | 2 | 0 | 2  | -2  |
| 91  | Portuguesa             | 1 | 3 | 0 | 1 | 2 | 2 | 5  | -3  |
| 92  | Ferroviária            | 1 | 3 | 0 | 1 | 2 | 1 | 4  | -3  |
| 93  | São José dos Campos    | 1 | 3 | 0 | 1 | 2 | 1 | 5  | -4  |
| 94  | River-PI               | 1 | 3 | 0 | 1 | 2 | 3 | 8  | -5  |
| 95  | Real Noroeste          | 1 | 3 | 0 | 1 | 2 | 1 | 6  | -5  |
| 96  | Inter de Limeira       | 1 | 3 | 0 | 1 | 2 | 2 | 8  | -6  |
| 97  | Luverdense             | 1 | 3 | 0 | 1 | 2 | 2 | 9  | -7  |
| 98  | Boca Júnior            | 1 | 3 | 0 | 1 | 2 | 3 | 12 | -9  |
| 99  | Capivariano            | 1 | 3 | 0 | 1 | 2 | 0 | 12 | -12 |
| 100 | Pérolas Negras         | 0 | 3 | 0 | 0 | 3 | 2 | 6  | -4  |
| 101 | Santos-AP              | 0 | 3 | 0 | 0 | 3 | 1 | 5  | -4  |
| 102 | EC Lemense             | 0 | 3 | 0 | 0 | 3 | 3 | 8  | -5  |
| 103 | Guaratinguetá          | 0 | 3 | 0 | 0 | 3 | 2 | 8  | -6  |
| 104 | Vitória da Conquista   | 0 | 3 | 0 | 0 | 3 | 4 | 12 | -8  |
| 105 | São Bento              | 0 | 3 | 0 | 0 | 3 | 3 | 11 | -8  |
| 106 | Altos                  | 0 | 3 | 0 | 0 | 3 | 2 | 10 | -8  |
| 107 | Palmas                 | 0 | 3 | 0 | 0 | 3 | 1 | 10 | -9  |
| 108 | Desportivo Aliança     | 0 | 3 | 0 | 0 | 3 | 1 | 11 | -10 |
| 109 | Espigão                | 0 | 3 | 0 | 0 | 3 | 0 | 10 | -10 |
| 110 | Serrano-BA             | 0 | 3 | 0 | 0 | 3 | 3 | 14 | -11 |
| 111 | União Mogi             | 0 | 3 | 0 | 0 | 3 | 2 | 13 | -11 |
| 112 | Tiradentes-CE          | 0 | 3 | 0 | 0 | 3 | 0 | 14 | -14 |

|  |                                 |
|  | Campeão                         |
|  | Vice-campeão                    |
|  | Eliminados nas semifinais       |
|  | Eliminados nas quartas de final |
|  | Eliminados na 4ª fase           |
|  | Eliminados na 3ª fase           |
|  | Eliminados na 2ª fase           |
|  | Eliminados na 1ª fase           |